# Pavot somnifère
Pour les articles homonymes, voir Pavot (plante) et Pavot (homonymie).
Papaver somniferum
Espèce
Classification APG III (2009)
Le pavot somnifère ou pavot à opium (Papaver somniferum), appelé également « pavot des jardins », est une espèce de plantes à fleurs de la famille des Papaveraceae. C'est une plante herbacée annuelle originaire d'Europe méridionale et d'Afrique du Nord. Connue pour ses propriétés psychotropes sédatives, elle est aussi cultivée à des fins ornementales ou alimentaires.
De nombreux cultivars ornementaux existent de nos jours (paeoniflorum dit « à fleur de pivoine » par ex.). On distinguait cependant deux variétés de pavot somnifère :
- Papaver somniferum var. album - le pavot blanc ou pavot à opium. Fleurs à corolles blanches et à fruit déhiscent contenant des graines d’un blanc jaunâtre. C'est plus spécifiquement de cette variété que l'on extrait le latex afin de confectionner l'opium.
- Papaver somniferum var. nigrum - le pavot noir, œillette ou encore pavot bleu, cultivé pour ses graines. Fleurs à corolles d’un rouge violacé et à fruit déhiscent (dont les capsules présentent, sur le bord du plateau stigmatique, des pores, s'ouvrant lorsque le fruit se dessèche, et par lesquels les graines sont libérées) contenant des graines gris-bleu-ardoisé. Ces graines sont employées dans l'agro-alimentaire, en boulangerie-pâtisserie ou pour produire d'huile d'œillette.

Toutes les variétés de Papaver somniferum contiennent des alcaloïdes opiacés dont les plus connus sont la codéine et la morphine. Cette dernière, outre la production à but thérapeutique pour ses effets analgésiques, fait l'objet d'un trafic illicite essentiellement destiné à sa transformation en un opiacé synthétique : l'héroïne. Les graines de pavot, largement utilisées dans l'alimentation, ne contiennent qu'une très faible quantité d'alcaloïdes. Il en va de même de l'huile qu'elles produisent : l'huile d'œillette. Le pavot à opium est également largement cultivé pour le fleurissement des jardins et des espaces verts.

## Histoire
Le Papaver somniferum était jadis[Quand ?] considéré comme une plante magique associée à la magie noire.
Le pavot somnifère a vraisemblablement été domestiqué dans l'ouest du pourtour méditerranéen au néolithique.
Au XIIIe siècle, Sainte Hildegarde indique que « manger la graine apporte le sommeil ». Toujours vers cette époque, le pavot somnifère faisait partie des herbes des vierges prescrites par les matrones pour avorter discrètement et sauver les apparences.

## Caractéristique

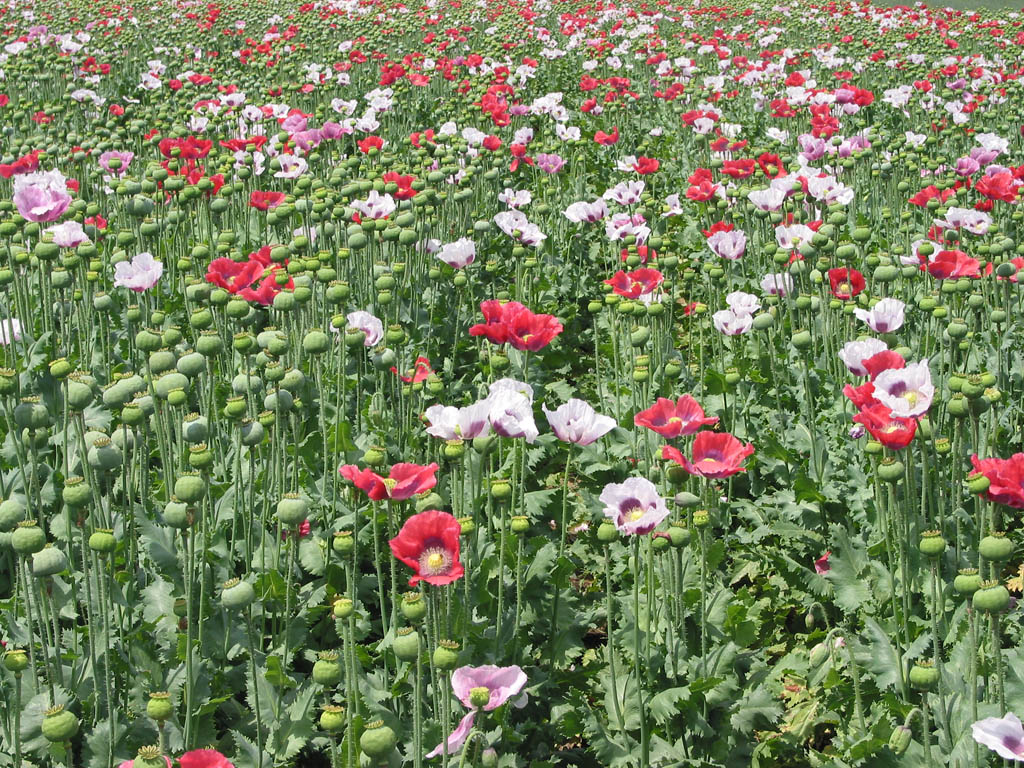
Culture de pavot, de différentes variétés.

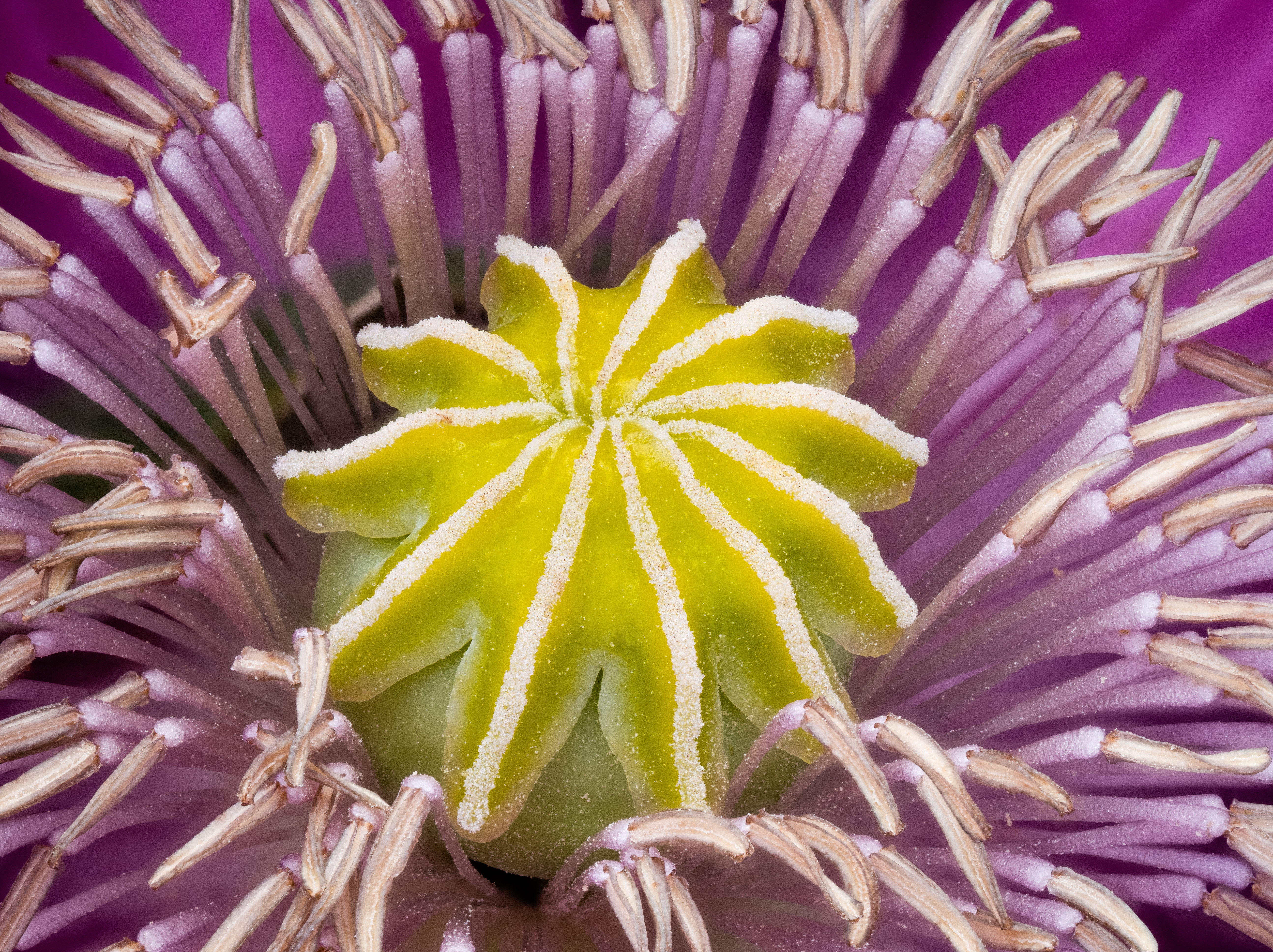
Une fleur de pavot somnifère.

C'est une plante annuelle herbacée dont la tige peut atteindre jusqu'à 1,5 mètre.
La floraison a lieu d'avril à août. Les fleurs peuvent être blanches, lilas ou rose clair avec un centre violet foncé, ou rouge en fonction de la variété.
La capsule, ronde et grosse, contient de très nombreuses graines.

### Répartition
Le pavot somnifère se rencontre dans les montagnes asiatiques et est également assez commun en Europe, y fréquentant les mêmes terrains calcaires que le coquelicot : ce sont des plantes dites calcicoles.
L'espèce est présente dans tout le bassin méditerranéen.
Il est probablement originaire des régions comprises entre la Méditerranée orientale et l'Asie mineure,.

### Profil des trois principales sous-espèces et variétés

#### Papaver somniferumL. subsp.setigerum(DC.) Corb.
Le pavot setigerum, est considéré comme le pavot le plus primitif sa vente en pot est assez répandue au début du printemps et il est l'un des seuls à supporter la transplantation. Il est présent en petites colonies à l'état sauvage dans de nombreuses régions d'Europe, d'Asie et d'Afrique du Nord, mais peut souffrir de la main de l'homme alors même qu'il habite volontiers ses décombres et terrassements (ruines, bords de routes, terrains arides, remblais). De taille modeste, à petites graines noires d'un demi-millimètre, au fruit à peine du double de celui des plus gros coquelicots, au plateau stigmatique bombé et à bord ondulé, c'est le plus répandu mais le plus petit des grands pavots sauvages.

#### Papaver somniferumvar.nigrum
Le pavot noir à graines bleues, encore appelé pavot bleu ou pavot à œillette, se montre le plus varié et élégant et son Histoire avec l'Homme est complexe. C'est lui que l'on désigne en agriculture traditionnelle et dans la flore vernaculaire sous le simple nom de pavot ou pavot somnifère. Par extension, il peut porter le nom de pavot à opium.
Son plateau stigmatique est débordant, dentelé par sectionnement lors de son développement et souvent érigé à maturité. De toutes tailles et aux pétales variés, il produit des graines alimentaires et était appelé œillette au même titre que d'autres plantes céréalières et oléagineuses. Cette appellation générique d'œillette, ou oliette (qui produit de l'huile), n'est pas spécifique au pavot à graines bleues. Il a longtemps été une source très importante d'huile alimentaire, particulièrement en Europe, et ce n'est qu'au XIXe siècle que l'opium - et non pas le pavot en lui-même (sa décoction médicale ou ses sirops par exemple) - fut envisagé comme un stupéfiant en Occident.

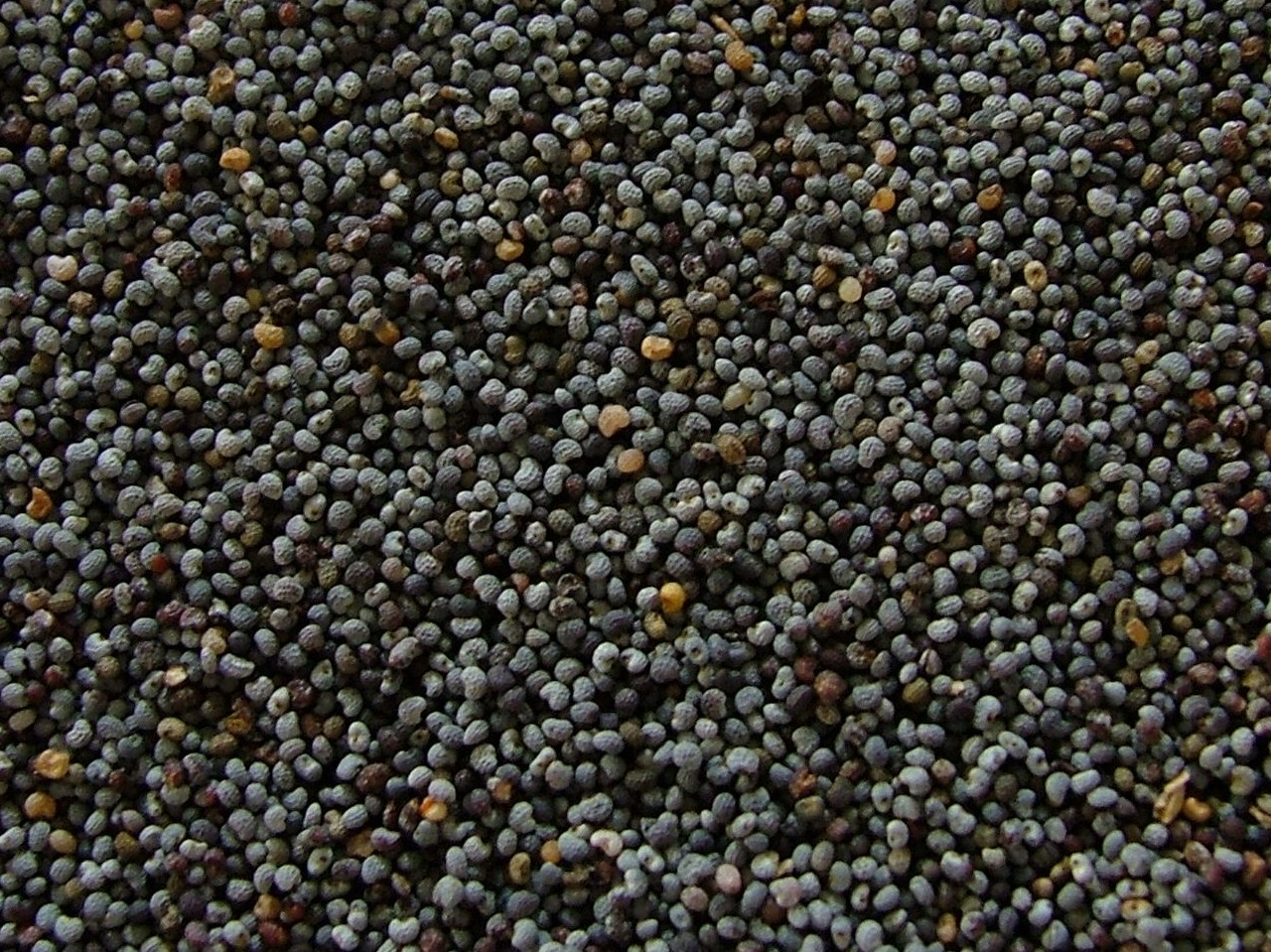
Graines du papaver S. nigrum, 1 mm.

Il n'est généralement vendu qu'à l'état de semence horticole puisqu'il ne supporte pas bien la transplantation et ne peut donc être vendu en pot. C'est cependant le type de pavot le plus recherché par les jardiniers à la fois sur ses formes rustiques (aux pétales lilas) et ses croisements possibles. Sa culture ornementale se montre par endroits discrète en raison de la symbolique et de la morale qui lui sont attachées mais aussi de sa toxicité accidentelle (intoxication d'enfants) ou même des risques de convoitise. Il y a donc dans le pavot une notion de précaution qui couronne sa personnalité très emblématique.
Le pavot noir se retrouve à l'état sauvage à proximité des endroits où il a été cultivé mais reste globalement une plante rare. Les souches primitives sont devenues très peu nombreuses et ont pu disparaitre à force de pollinisation croisée avec l'agriculture et d'envahissement des espèces cultivées, pour peu que la plante n'ait pas été intégralement créée et développée par la culture de l'Homme à l'instar de la laitue comestible et du tabac. Les souches sauvages ne représenteraient finalement que des cultivars témoins, figés ou à nouveau croisés, de la plante, évolués à plusieurs époques. Ce sont donc le plus souvent des espèces agricoles à graines bleues comestibles qui peuvent se rencontrer en place des espèces dites, ou retournées, à l'état sauvage et leur fruit est alors très majoritairement indéhiscent. Elles n'ont souvent été sélectionnées que pour leur abondance céréalière et présentent des pétales simples identiques au pavot setigerum (lilas, rouges ou blancs). C'est encore ce dernier qui apparaît comme l’ancêtre le plus direct ou comme le cousin de l’ancêtre des pavots somnifères sans pouvoir le déterminer avec certitude. L'une des plus vieilles et célèbres variétés médiévales du pavot somnifère présente une élégante fleur double à fleur de pivoine d'un rouge sombre et était utilisée en agriculture tout autant que dans les monastères et leurs hospices.

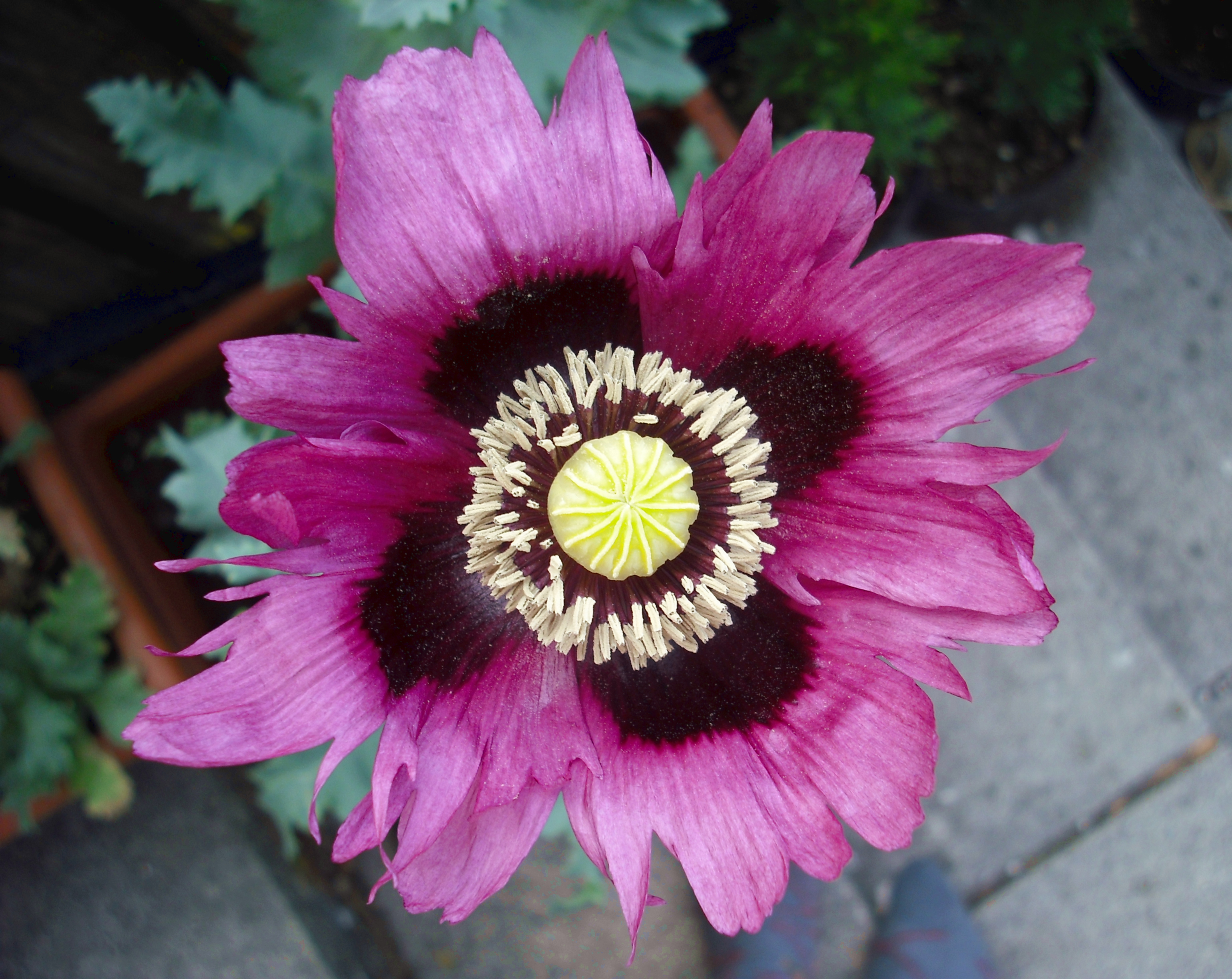
Création d'un pavot violet.

Les variétés aujourd'hui utilisées par l'industrie pharmaceutique, sélectionnées cette fois-ci dans un but médical, sont issues des souches céréalières rudimentaires exsudant peu d'opium mais suffisamment rentables à l'échelle industrielle après extraction de la paille de pavot. Les remèdes les plus anciens, connus notamment des Grecs (telle la thériaque), ou encore les préparations diacodes ou de méconium du Moyen Âge, ont utilisé ce type de pavot, principe même des opiats, c'est-à-dire des véhicules médicamenteux ou héroïques, dont il est aussi à l'origine de plusieurs noms. Malgré les tentatives tardives, surtout au XIXe siècle, l'opium n'a pourtant jamais été récolté avec succès de ce pavot dans les programmes nationaux occidentaux cherchant à en produire. La drogue opium, ainsi que toute sa problématique qui ne se découvrit finalement que très tard dans la période historique, ne se trouva pas issue de cette sous-espèce, contrairement aux médicaments opiacés traditionnels, issus d'infusion ou de décoction de la plante, primitifs du Moyen Âge et de l'Antiquité, qu'elle avait largement composé.

#### Papaver somniferumL. subsp.album

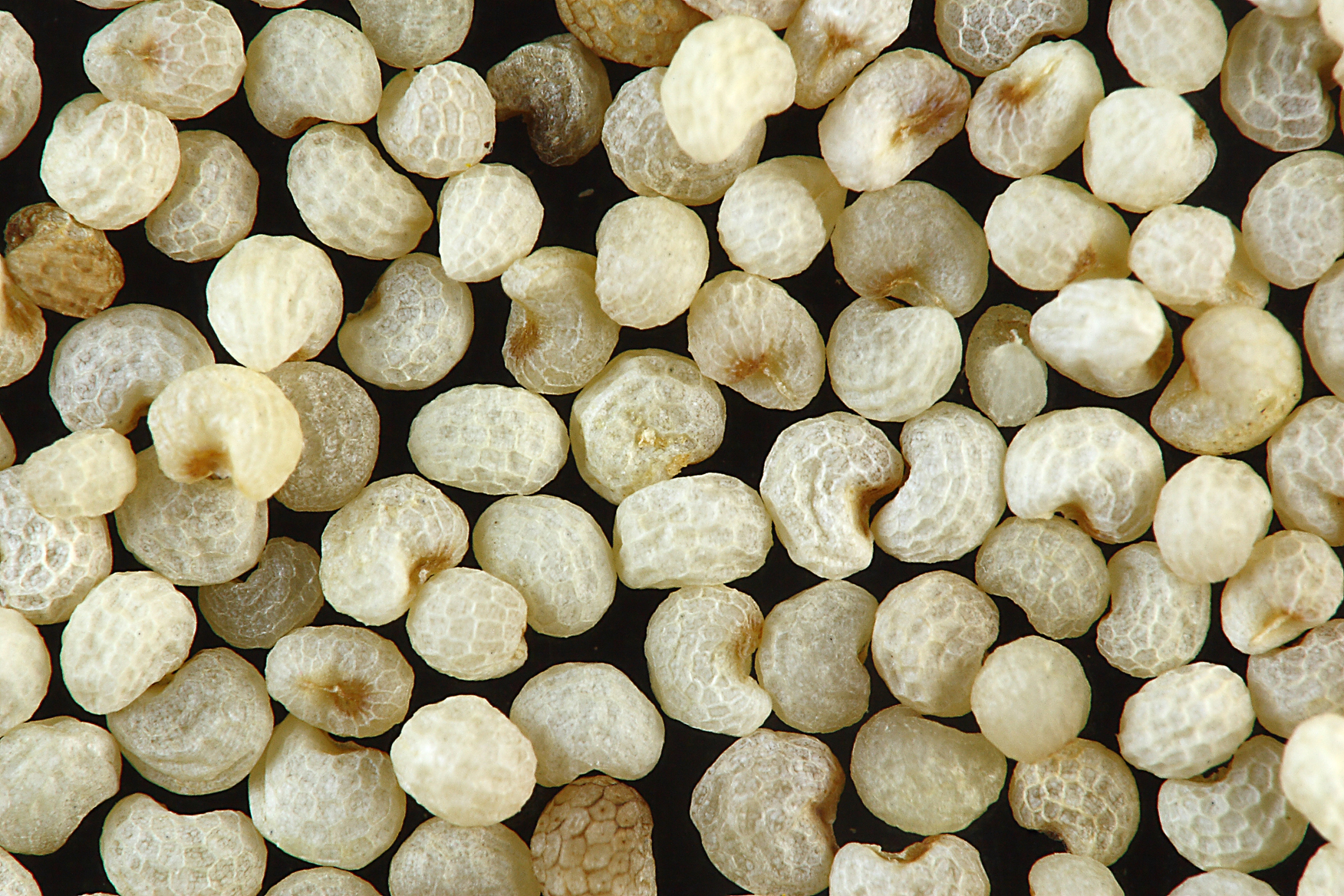
Graines de pavot blanc.

Le pavot blanc (= anc. Papaver somniferum L. var. album DC.) est encore appelé le pavot à opium et n'est aujourd'hui que très rarement cultivé. Il est directement lié à la responsabilité des pouvoirs publics depuis la convention internationale de l'opium de 1912 et les conventions uniques sur les stupéfiants (et les substances psychotropes) de 1961 et 1971. Certains pays l'interdisent dans la loi, d'autres par arrêté. Ses interdictions peuvent s'étendre à l'ensemble des autres grands pavots.
D'aspect assez identique au pavot à graines bleues, les siennes sont blanches, de taille et de forme identiques, et ne présentent pas d'aussi bonnes vertus oléagineuses et gustatives. Son opium est abondant. C'est de ce pavot que l'on a tiré l'opium stupéfiant et médical qui fut à la fois le plus grand vecteur des progrès et des découvertes de la médecine (comme l'indiquait notamment le médecin Thomas Sydenham au XVIIe siècle) autant que l'un de ses plus singuliers défis sanitaires qui amena pour la première fois à devoir légiférer sur les produits stupéfiants toxiques au début du XXe siècle. On notera que par ces mesures de vigilance et de législation internationale mises en place à cause des problématiques de l'opium et qui engloberont tous les autres stupéfiants, la proportion d'usagers dépendants de drogue a ainsi été divisée par 3 en 100 ans dans la population mondiale adulte depuis les premiers pas de la commission sur l'opium réunie à Shanghai en 1909 et la guerre aux drogues rassemblant plusieurs lobbys aux États-Unis,.

## Utilisations

### Jardin d'ornement

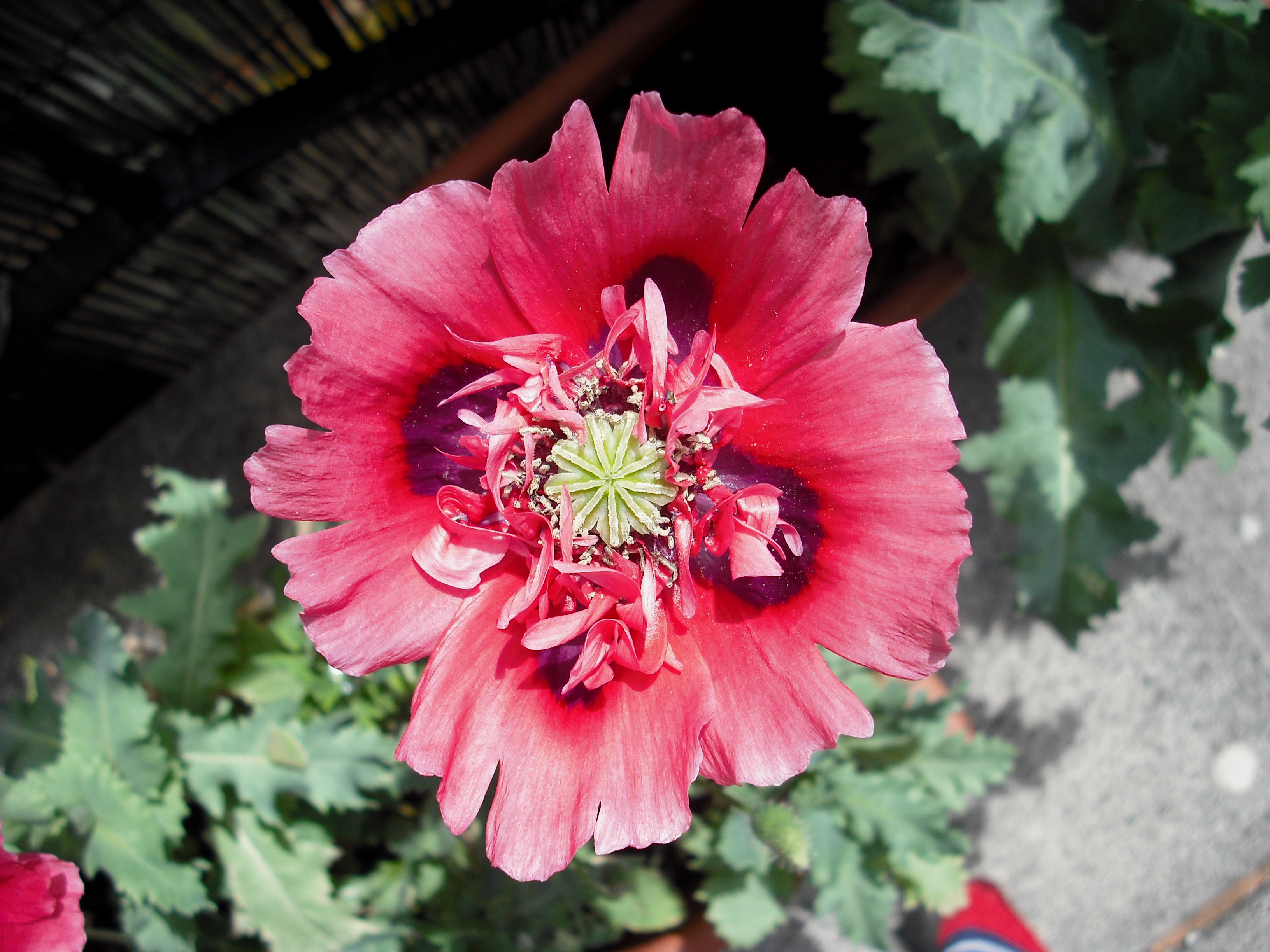
Pavot noir à usage décoratif, fleur double possédant 2 types de pétales.

Ses belles fleurs font du pavot une plante ornementale appréciée. Il existe des cultivars à fleurs doubles (au nombre de pétales multiplié comme chez les roses) ou encore ornées de carpelles (spécimen poule et poussins) ou bien formant une fausse noix interne (ou même un agglomérat de carpelles intérieures) ou présentant de manière exceptionnelle deux fleurs et deux fruits par extrémité.
La gamme de couleurs que peuvent présenter les pétales est importante. Elle va du blanc immaculé (spéc. royale wedding, white persian...) aux couleurs les plus chaudes, sombres, ternes, pastels ou vives (rose, lilas, blanc-vert, orange, jaune, rouge, mauve, violet, pourpre, noir...), formant parfois un dégradé en tâche ou une succession de couleurs symétriques en croix entre le centre et les extrémités de la fleur (spéc. drama queen, drapeau danois, picotée, Shirley...). La couleur bleue n'apparaît naturellement que sur le pavot bleu de l'Himalaya, meconopsis betonicifolia, compris dans la famille des papavéracées mais qui n'est pas un pavot somnifère.

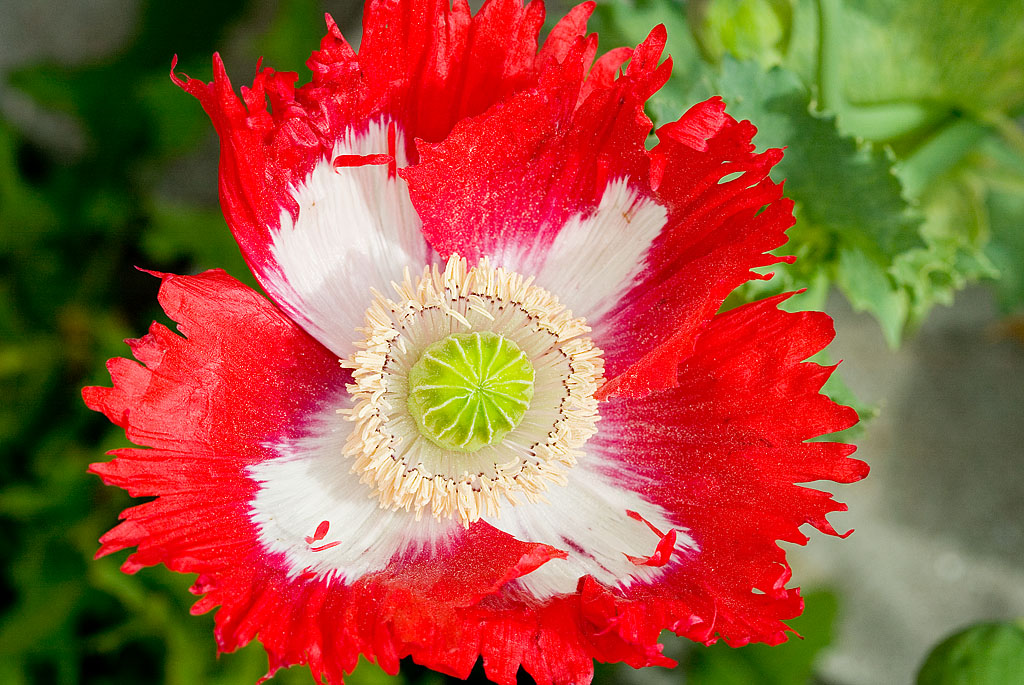
Pavot noir de la variété "Danebrog" (Drapeau Danois).

Les larges pétales se présentent généralement par 4 en formant une corolle en coupe quand ils sont ouverts mais peuvent être beaucoup plus nombreux et touffus, formant jusqu'à un pompon (spéc. pomme verte) sur les variétés à fleurs de pivoine les plus denses. Ils peuvent aussi être très étroits ou même dentelés (spéc. Vénus, cheveux de sorcière...) ou encore présenter deux niveaux de pétales à formes, couleurs et largeurs différentes (spéc. améthyste).

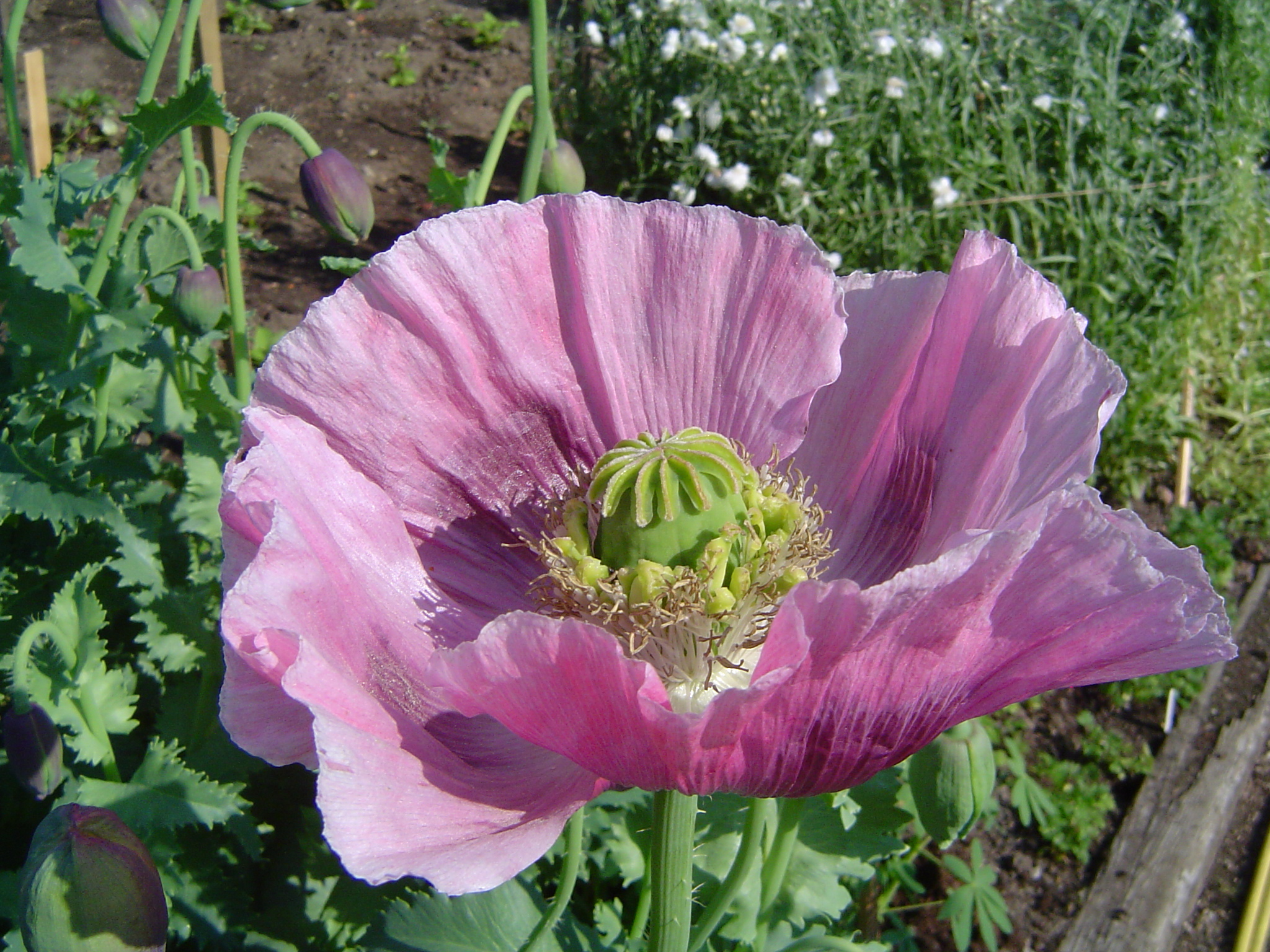
Fleur d'un pavot.

La création de nouvelles variétés est à l'origine des spécimens horticoles actuellement les plus utilisés. Les défis de la culture ornementale du pavot sont l'élargissement de la gamme de coloris (notamment bleu et jaune franc, accentuation du noir intégral, etc.), la recherche de motifs variés dans la fleur, la longue tenue des pétales, leur tenue après la coupe de la fleur éclose, la multiplication des fleurs par plan au-delà de sept, la forme esthétique en jardin de la paille laissée sur pied avec ses fruits séchés.

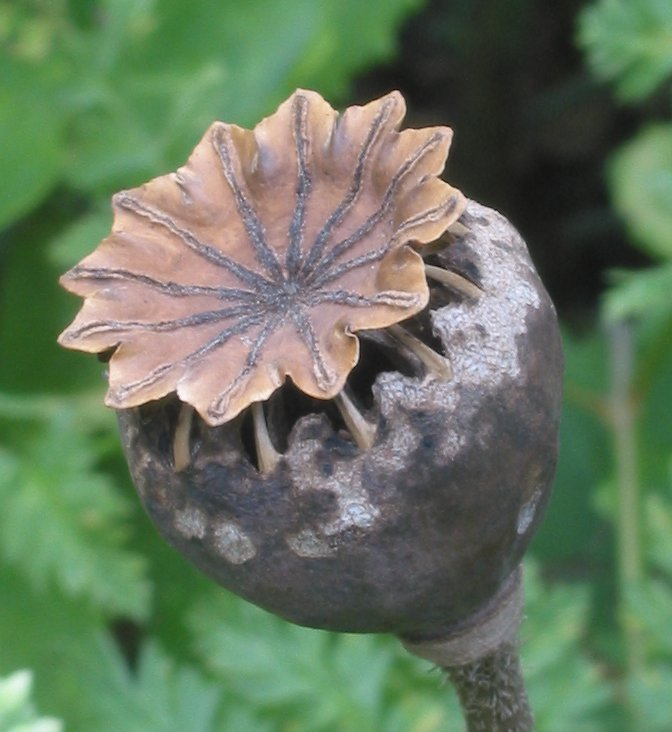
Tête ou capsule du pavot.

La fleur coupée est très fragile. Pour en conserver les pétales, elle est sectionnée au moment de son éclosion alors que les pétales ne sont pas encore défroissés. Les variétés à fleur double et les variétés dites orientales (var. papaver somniferum orientalis, spéc. pizzicato...) se montrent plus résistantes pour un tel usage. La coupe des fruits pour en confectionner des bouquets secs ou frais est quant à elle très simple et le fruit sur tige est souvent récolté vert et vigoureux alors que ses graines sont déjà mûres et que l'ensemble de ses potentiels sont atteints (taille, maturité, tenue, fraîcheur des graines). En séchant l'ovaire prend des reflets ardoise, subtils à la lumière, notamment du fait de la pellicule de cire cristallisée qui le protège, tout comme sur le raisin, et qui lui donne ses teints changeant selon les éclairages et les moments de la journée. Le fruit du pavot justement séché laisse ainsi apparaître selon la lumière autant de vert, de bleu, de gris que d'ocre et de paille. Avec le temps, en quelques mois à l'air libre et à la lumière, il perd ses effets de couleurs et devient jaune paille puis gris.
La paille de pavot est souvent perçue comme un élément majestueux du jardin ; rare et énigmatique vestige à rester érigé des herbes sèches du printemps et de l'été. Des formes évasées, trapues ou élancées, à tiges inclinées ou droites peuvent être recherchées pour habiter en solitaire ou en colonie des coins particuliers du jardin. Un fruit volumineux ou discret, rond, en citrouille ou oblongue, pâle, rustique, exotique ou commun peut aussi déterminer le choix harmonieux et symbolique du jardinier pour ses espaces.

### Alimentation

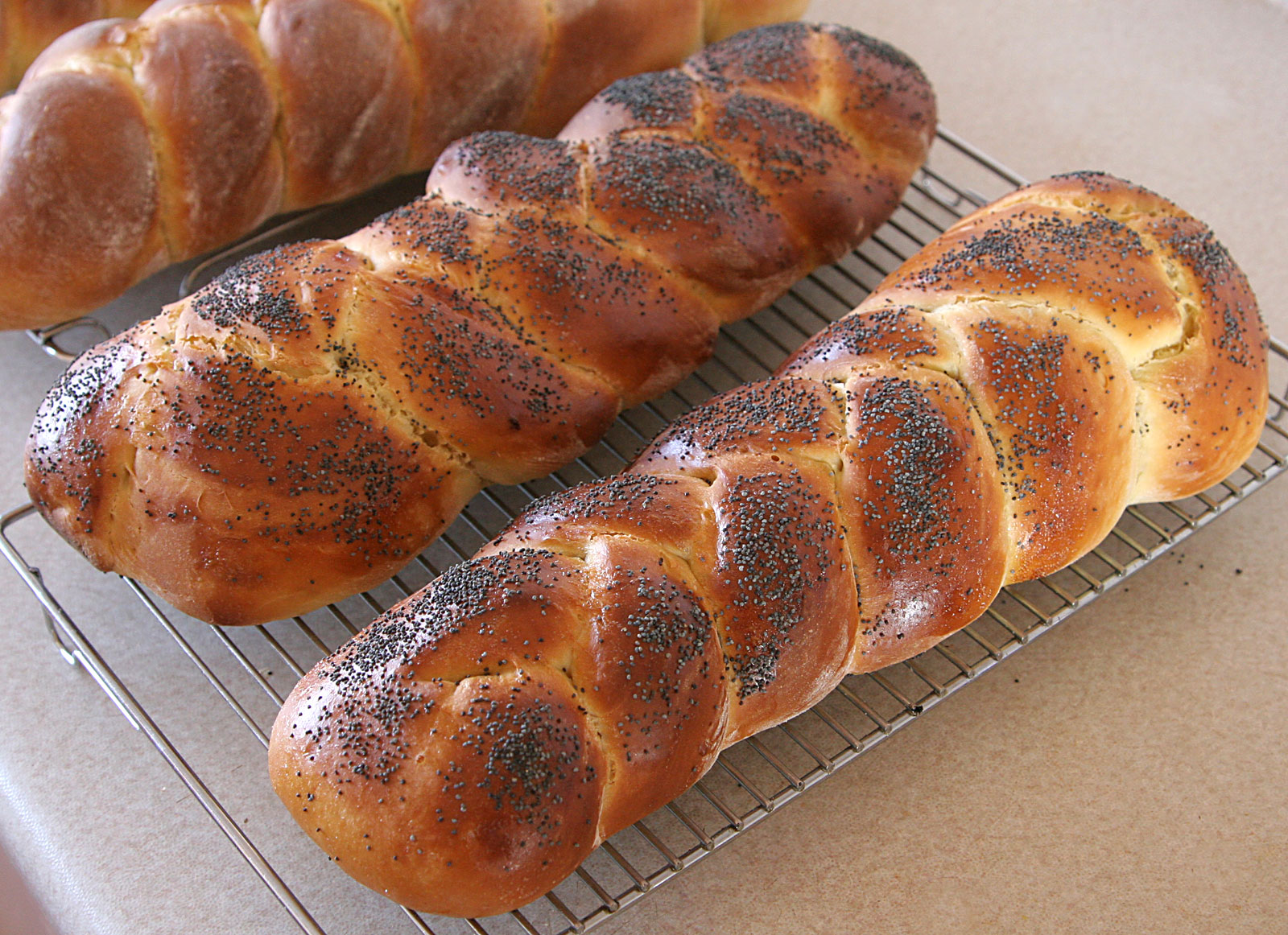
Pain au pavot.

- Les graines sont très riches en vitamine B1 et en calcium. Elles contiennent également de la lécithine, des protéines et plus de 50 % d'une huile grasse, l'huile d'œillette[13].

Elles sont souvent utilisées en cuisine :
Dans les pays d'Europe centrale et d'Europe de l'Est elles servent à aromatiser les pains et les pâtisseries. Le pain au pavot est consommé couramment dans les régions slaves et germaniques notamment en Alsace. On en retrouve également en Turquie, nommé haşhaş ekmeği (pain au pavot).
On peut également les écraser et les cuire avec du lait et du miel et en fourrer les gâteaux.
Les graines de pavot blanc sont utilisées comme liant de certaines sauces traditionnelles (curry). Elles ne sont pas aussi gouteuses que celles du pavot noir à graines bleues qui sont les plus utilisées pour leur saveur de noisette et leur amertume délicate.
- En région méditerranéenne (Languedoc notamment), les jeunes feuilles étaient autrefois consommées comme la laitue[13].

### Peinture
L'huile d'œillette est un siccatif traditionnel recherché dans la composition des peintures de qualité en vertu de ses diverses propriétés.

### Thérapeutique

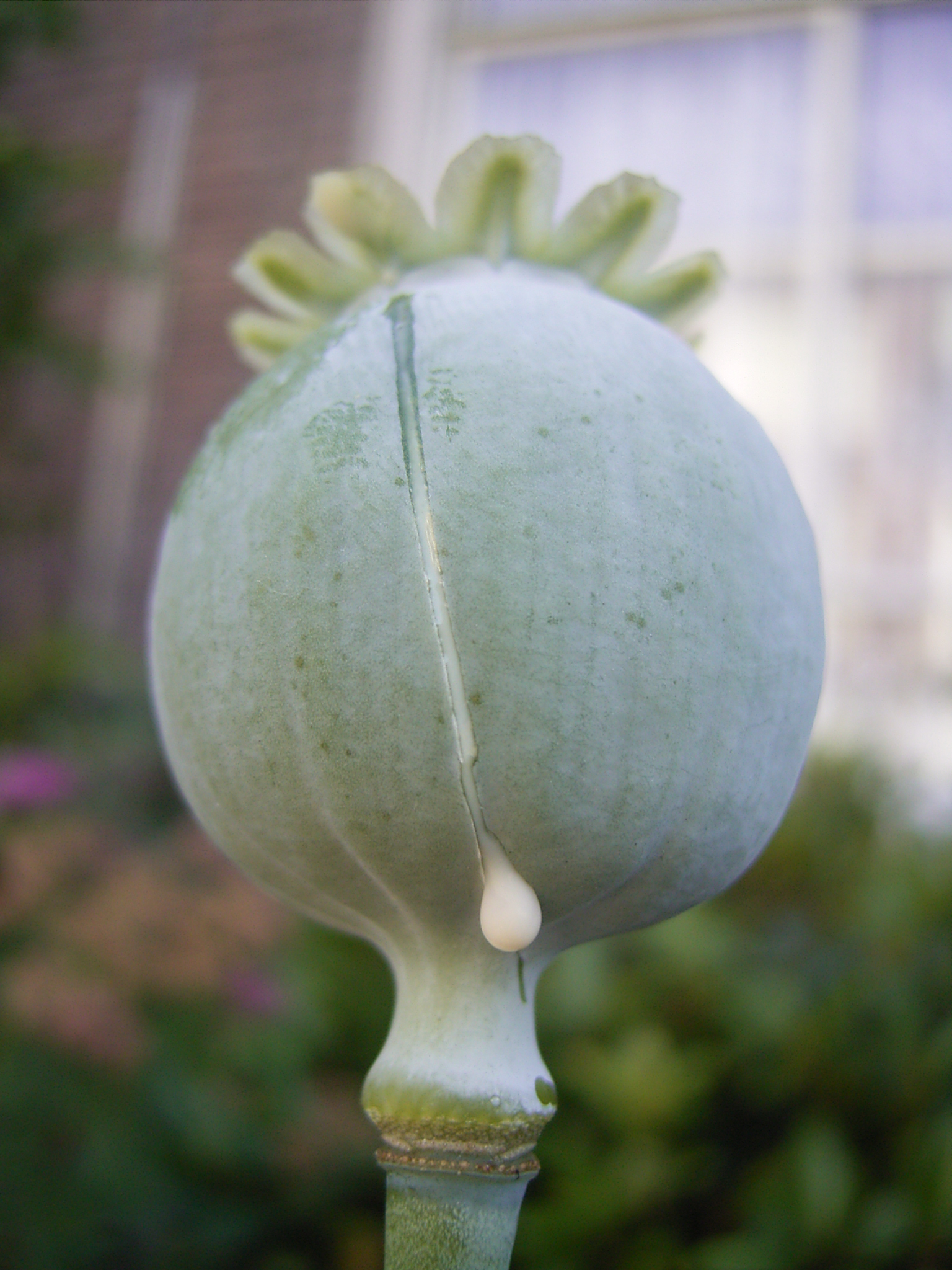
Latex s'écoulant d'une capsule de pavot préalablement incisée. Il s'agit de la matière première avec laquelle se fabriquent l'opium et la morphine.

L'usage de décoctions de pavot est un remède traditionnel dans les régions où la plante peut être cultivée, notamment du fait de ses vertus sédatives. Scribonius Largus rapporte l'utilisation du pavot noir pour le gonflement et la douleur des reins (Compositiones, CXLIII) et pour l'ulcération de la vessie (Compositiones, CXLVIII).
Les variétés traditionnelles en Europe du pavot noir à œillette, qui étaient utilisées dans les sirops diacodes et les décoctions domestiques, forment des capsules sèches grosses comme des noix, d'à peu près un gramme une fois débarrassées de leurs graines, et plus du triple en volume et en poids (taille d'un œuf de poule), ou même huit à dix fois plus pour les variétés à grandes capsules grosses comme une balle de tennis (nigrum et album). Ces deux dernières forment les catégories théoriques des pavots officinaux. Indifféremment des variétés, elles peuvent renfermer 1 à 4 % d'opium sec (5 % pour le pavot officinal sélectionné) contenant des taux communs de 3 à 12 % de morphine et une grande variabilité d'autres alcaloïdes. L'opium très abondant des pavots à graines blanches (album) est réputé supérieur dans la qualité de ses effets narcotiques sans être nécessairement plus fort que celui des variétés noires (nigrum = bleues et parfois pourpres ou marron à maturité). Les variétés stupéfiantes des pavots blancs de sélection afghane utilisées exclusivement par les narco-trafiquants, donnent un opium exceptionnellement riche de 20 % de morphine ; l'opium moins bien toléré des œillettes bleues peut atteindre un taux lui aussi très fort de 16 % malgré une faible présence de ce suc dans la plante. L'encyclopédie de Diderot fait part de l'usage d'une moyenne capsule ou de deux petites en intention thérapeutique pour les souches européennes.
L'opium fut l'objet d'une large littérature médicale, universitaire et encyclopédique qui s'avéra cohérente, exhaustive et concordante malgré son approche empirique et la grande variété des cultivars observés. Les variétés à petites capsules (grosseur de noix), les plus communes, peuvent laisser exsuder 25 mg d'opium de qualité variable par fruit et ont été très utilisées avant tout pour la production de graines comestibles mais aussi de manière domestique pour leurs vertus curatives satisfaisantes chez l'adulte et considérées, non sans risque, administrables aux enfants. Elles ont cependant été à l'origine d'intoxications mortelles chez les nourrissons (assimilées primordialement et à tort à des morts subites) et les enfants quand il était d'usage de les faire infuser dans leur lait pour soulager leurs maux ou les garder endormis le temps où les parents travaillaient (Nord de la France, régions minières, surtout au XIXe siècle). Les médecins avaient par ailleurs alerté sur des observations de retard musculaire et cognitif chez les enfants régulièrement intoxiqués au pavot.
Les dosages de base que présentent les pavots communs à petites capsules ne diffèrent pas de l'usage équivalent que la médecine a aujourd'hui de la codéine (10 mg équivalent d'opium officinal pour 10 mg de codéine base, bien qu'elle s'avère développer certains effets paradoxaux plus importants et des effets principaux plus faibles, avec des doses standards de 8 à 60 mg chez l'adulte, correspondant en effet à l'amplitude constatée selon les variétés d'une consommation d'une à deux petites capsules. Pour des dosages plus forts dépassant le cadre des affections courantes comme l'analgésie de puissantes douleurs telles les douleurs cancéreuses ou post-opératoires, la morphine ou ses équivalents majeurs lui sont aujourd'hui préférés). Suivant l'usage connu qu'avaient les Grecs des codions (ou kodion, les têtes de pavot) les doses des médicaments opiacés n'ont cessé de les garder comme repère réel ou estimé pour fixer les unités de prise. L'adoption du protocole d'augmentation et de sevrage de la morphine détacha l'usage traditionnel de l'usage moderne dans les années 1990 et permit de comprendre les mécanismes de cette dernière pour son usage efficace, sécurisé et facile au sevrage même s'il doit passer par de fortes doses lors du traitement. En France, il n'est fait état que d'une complication sur 10 000 liée au sevrage de la morphine. La distinction entre morphiniques majeurs et mineurs laissa la possibilité de garder la codéine et la codéthyline jusque dans le domaine de l'automédication, puisqu'elles ne répondent qu'aux effets mineurs et de manière partielle de l'opium en n'induisant qu'une sensation de soulagement en cas d'existence rigoureuse d'un maux. À défaut, leur usage à forte dose n'apporte que congestion et nausée et c'est ce qui représente leur particularité de sécurité sur l'opium.

#### Le pavot
Toutes les variétés de pavot somnifère ont été utilisées, parfois indifféremment, en officine dans la confection d'extraits (teinture, laudanum, sirop, extrait sec, opium...), depuis le simple pavot des jardins jusqu'à des formes gigantesques de pavots blancs et noirs développés dans un but médical, narcotique ou ornemental.

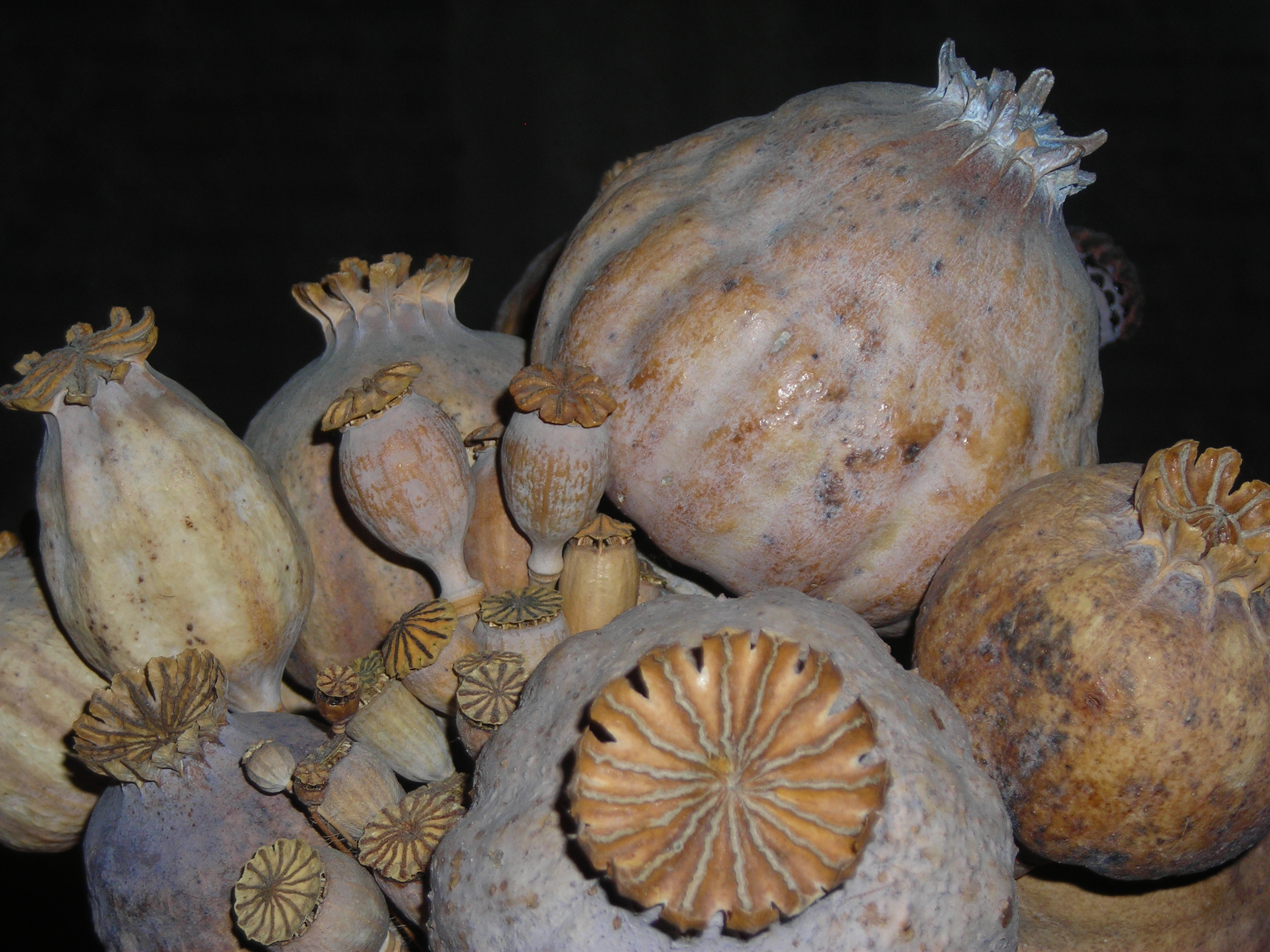
Différents pavots, sélection des beaux spécimens : Rhoeas, Dubium, Setigerum et Somniferum de toutes tailles.

Seul le pavot dit sauvage (Papaver setigerum) dont les capsules sont de la taille d'une olive n'est toujours pas utilisé en médecine moderne et n'en présente pas le potentiel ni la productivité. Ses plants produisent dix à vingt fois moins d'opium, lui-même deux à quatre fois moins riche en morphine mais il contient un taux très supérieur de papavérine qui lui confère un potentiel antispasmodique théoriquement beaucoup plus significatif que l'opium du pavot somnifère. Son descendant, le pavot oriental se montre beaucoup plus productif tout en gardant une composition assez semblable à celui du pavot setigerum. Cette composition les rapproche de celle de la tige de pavot (sans capsule).
Il arrive que les graines de pavot soient utilisées en phytothérapie dans une optique antispasmodique pour leur action très légère (relative principalement à la papavérine qu'elles contiennent) ; aucune autre partie du pavot n'est du ressort de la phytothérapie, étant considéré comme un poison connu et problématique. Les graines de pavot présenteraient en outre des vertus aphrodisiaques (fonction érectile, afflux sanguin vers les parties génitales) quand elles sont patiemment mâchées à hauteur de 3 à 4 cuillères à café (15 grammes), en reproduisant le principe de l'apomorphine selon les propriétés présentées à très faible dose par divers alcaloïdes du même groupe. Cependant, les mêmes alcaloïdes administrés à des doses plus significatives (plus de 2 mg de morphine) développent au contraire un effet sédatif sur la libido qui pouvait être recherché pour calmer les ardeurs chez les personnes en recherche de chasteté, contre la spermatorrhée, ou même pour aider à prolonger l'acte masculin (comme l'herbe aux moines ou encore la laitue vireuse).
L'utilisation de pavots à très grandes coques ne s'est répandu que tardivement avec la découverte des pavots exotiques (turcs, persans...) et d'homologues européens aux XVIe et XVIIe siècles notamment. Selon l'encyclopédie de Diderot, pour une même taille, les fruits de souches exotiques se montreraient couramment deux fois plus forts que ceux des souches européennes (opium plus abondant mais pas forcément plus concentré). La sélection de pavots à vocation médicinale permit cependant de révéler des souches de pavots aussi forts dans les régions occidentales (0,5 % de morphine dans le fruit sec).
Le pavot à opium officinal (dont l'opium sec doit posséder selon le critère actuel le plus précisément 10 % de morphine) est devenu un repère pharmaceutique pour mesurer l'opium et quantifier la capacité thérapeutique des pavots dès le XVIe siècle et plus scientifiquement au XIXe siècle. C'est un pavot blanc, parfois noir, à moyenne ou grande coque, sélectionné pour sa rentabilité, son adaptation constante aux climats sous lesquels il est cultivé et qui produit au moins 30 mg d'opium extractible manuellement par capsule pour en permettre la récolte. Il contient généralement le taux maximum de morphine dans sa paille, soit 0,5 %, ce qui est son unité de mesure la plus stable. Les formes les plus volumineuses, notamment asiatiques et japonaises peuvent produire plus de 200 mg d'opium à 15 % par fruit et jusqu'à 40 mg de morphine au total (fruit sec de 8 grammes en moyenne, certains peuvent atteindre plus de 12 grammes). Les variétés les plus utilisées pour leur rendement produisent autour de 80 à 100 mg d'opium par fruit de 3 à 4 grammes.

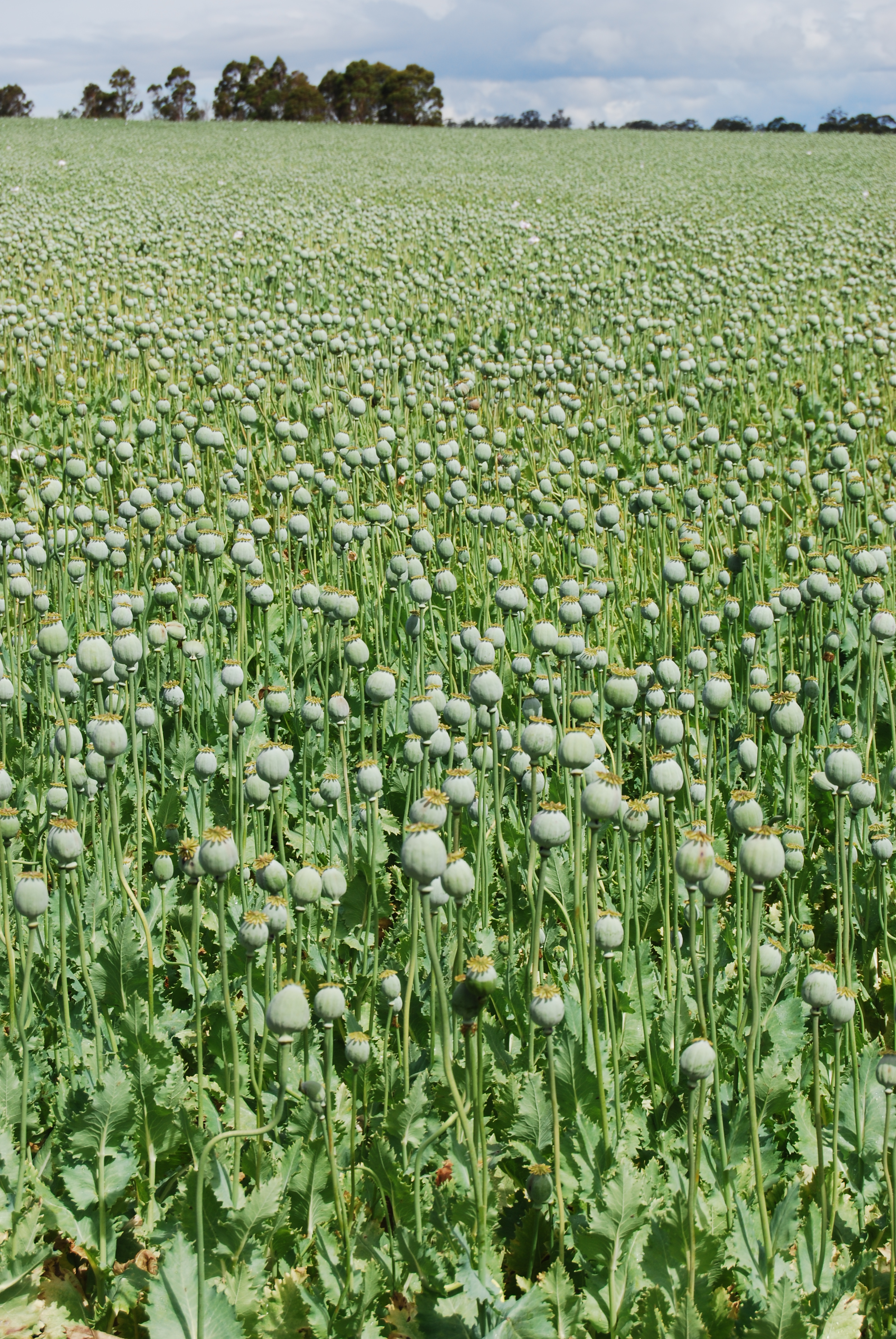
Champ de pavot médical en Tasmanie, en Australie.

L'usage pharmaceutique industriel de l'œillette à graines bleues, typiquement européenne et méditerranéenne, ne s'est démarqué qu'au XIXe siècle pour remplacer l'opium exotique et finalement ne produire que les alcaloïdes au XXe siècle. Elle possède un opium inférieur (effets secondaires à forte dose), moins abondant, issu de petites et moyennes capsules, mais qui peut s'avérer concentré en morphine. Certaines variétés qui ont fait l'objet de sélections passées parmi les cultivars traditionnels en Europe atteignent 5 mg et plus de morphine par gramme de fruit sec égrainé, tout comme les variétés orientales, et ont demandé une vigilance accrue dans leur utilisation pour prévenir les surdosages accidentels (la morphine montre des effets sédatifs toxiques chez l'adulte dès 10 à 20 mg). L'opium de l'œillette bleue possède aussi un fort pourcentage de codéine et de divers agents histaminiques qui limitent les mésusages par leurs effets indésirables, notamment en fumée et en transformation injectable qui font apparaître d'importantes démangeaisons et des bouffissures du visage, même transformé en héroïne (cas de l'héroïne artisanale russe, ou kompot, demandant une adjonction quasi systématique d'antihistaminiques). Mais l'industrie pharmaceutique y trouve aujourd'hui la famille spécifique de molécules qu'elle a appris à purifier et transformer, à travers une variété de pavot qui a bénéficié dès le Moyen Âge d'une bonne estime en usage thérapeutique oral, notamment par sa sécurité : taille limitée des capsules, présence d'agents antagonistes agissant en cas de surdosage, dosage connu et identifiable par les usages traditionnels, pas de faveur chez les opiomanes usant de fortes doses ou de voies directes, capacité thérapeutique fiable.
La paille de pavot désigne la tête sèche et tout ou partie de la tige. C'est à l'état naturel la plante séchée sur pied. La tige, contenant à poids égal quatre fois moins de principes morphiniques majeurs que le fruit égrainé, a été utilisée pour la production de remèdes et de médicaments variés. Traditionnellement, la tige de pavot est considérée comme agissant plus spécifiquement que les autres parties de la plante sur l'écoulement nasal, les spasmes et se montre calmante dans les toux sèches et d'irritation. Elle contient beaucoup plus de papavérine que le fruit, jusqu'à 5 fois la valeur de la morphine. La feuille s'utilisait elle aussi comme composant de potions, mais sa faible concentration en agents actifs n'en faisait pas un remède comparable à l'opium ni au fruit du pavot. Cependant, la tige put être mise en valeur par le mode de production industriel qui facilite l'extraction et le raffinage pour n'en retirer aujourd'hui que les alcaloïdes transformés. La présence d'agents narcotique dans la tige fut mise accidentellement en évidence au XIXe siècle après avoir tenté de la donner comme nourriture fourragère au bétail sous l'impulsion de travaux universitaires, notamment aux cochons qui ont alors montré des signes inattendus d'intoxication.

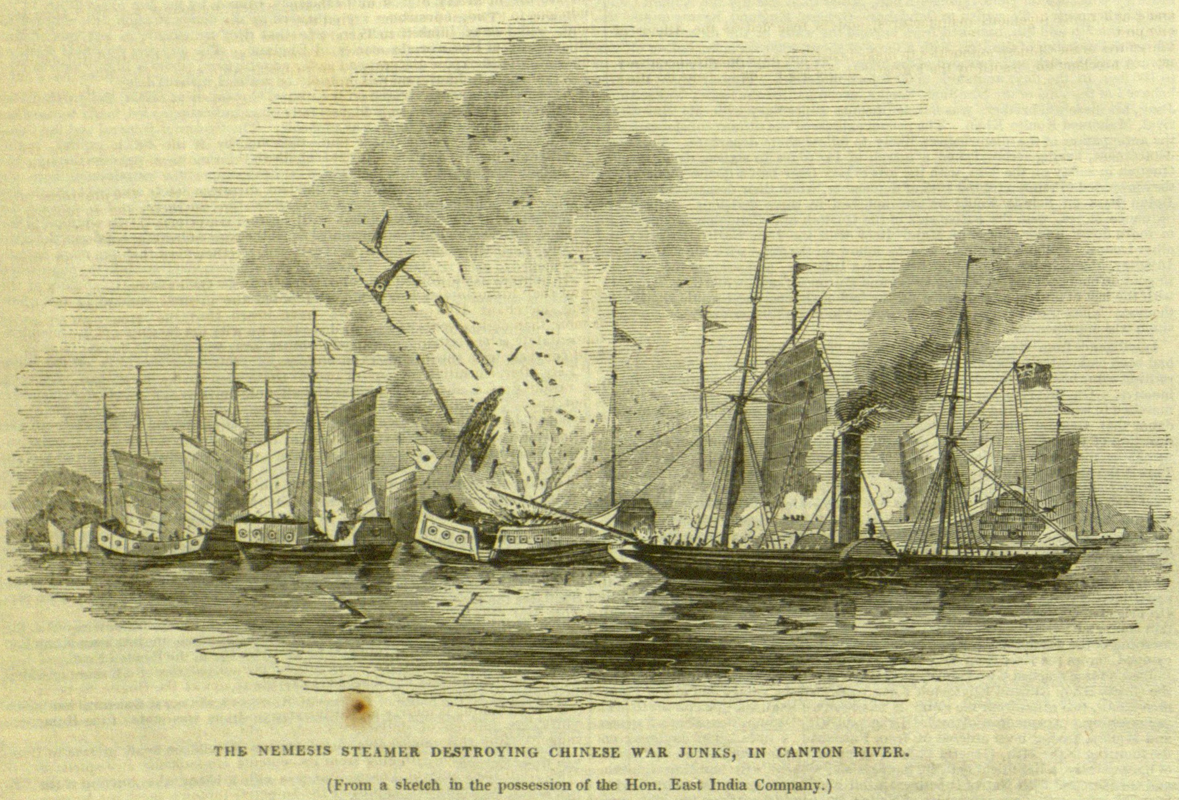
Le paquebot HEIC Nemesis détruisant les jonques de guerre chinoises sur le fleuve de Canton pendant la première guerre de l'Opium, en 1842.

C'est à la fin du XIXe siècle que le pavot européen utilisé en agriculture pour ses graines alimentaires sera estimé à nouveau pour produire la morphine puis la codéine qui ont dès lors pu remplacer jusqu'à sa quasi-totalité l'opium officinal importé des pays producteurs. L'enjeu était économique et permettait aussi de s'affranchir des enjeux politiques des guerres de l'opium puis de mieux appréhender les conventions sur les stupéfiants et leur maîtrise. Il ne s'agissait cependant que d'une redécouverte du potentiel pharmaceutique des pavots indigènes qui avaient en effet servi tout au long du Moyen Âge et de la renaissance, notamment pour produire de l'huile alimentaire à bas prix. L'usage exclusif d'opium importé avait supplanté l'usage médical du pavot entre le XVIIe et le XIXe siècle en faisant oublier son potentiel médical. L'utilisation dans l'industrie pharmaceutique de la paille de pavot jusqu'à sa tige, s'est finalement redéployée sur la production déjà existante des graines alimentaires avant de se spécialiser aujourd'hui par secteur économique (morphine et dérivés produits majoritairement en France et en Allemagne en zone européenne, « fleurs séchées » d'ornement traitées en aspect naturel ou colorées produites aux Pays Bas, graines alimentaires de pavot bleu de Turquie, production médicinale à grande échelle en Tasmanie).
La paille était considérée jusqu'alors comme un déchet peu maniable ou non viable de l'agriculture mais la chimie et l'industrie lui ouvrirent des perspectives nouvelles, allant de la médecine jusqu'à des formules de pesticides (qui ne sont plus employées, telles des mort-aux-rats, dont le nom était même devenu dans le langage populaire synonyme de morphine en tant que poison mortel). La décoction des têtes de pavot vendues comme produit de droguerie, notamment en Angleterre, pouvait être la base de préparations domestiques à vocation pesticide, tout comme le tabac. Industriellement, l'usage de la tige (généralement les 2/3 supérieurs de la plante) compense la petite taille des fruits et incrémente à plus du double la production des alcaloïdes totaux. Ces derniers sont aujourd'hui extraits de la paille, isomérisés en thébaïne puis transformés à nouveau en alcaloïdes désirés atteignant alors un degré pur avec une rentabilisation maximale de la plante. En France, une seule société, la Francopia, accrédite les exploitants de pavot et le type de variétés qui servent à la production de médicaments.

#### L'opium

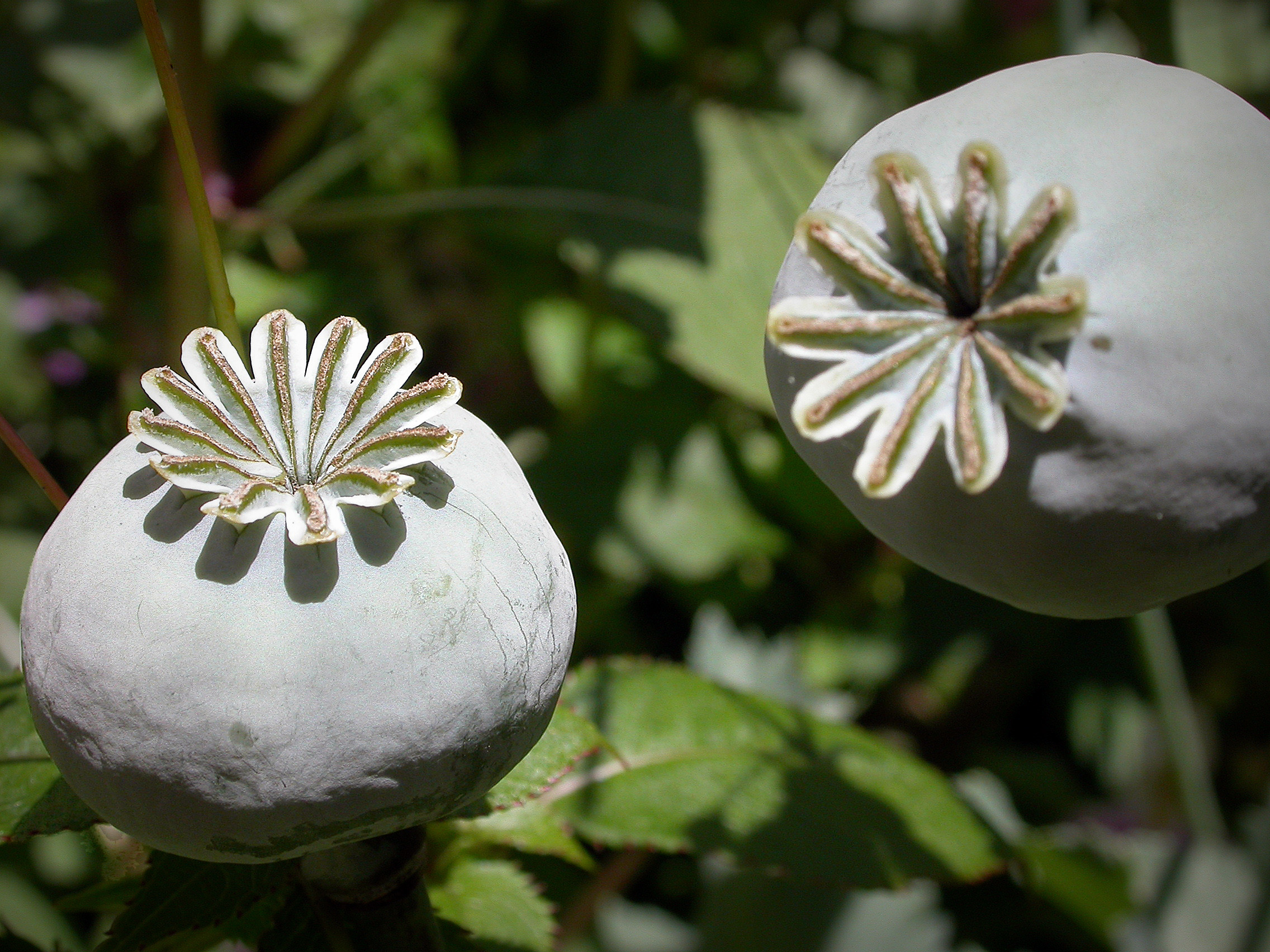
Pavot à opium.

L'opium, latex produit par incision de la capsule avant maturité, est utilisé par l'industrie pharmaceutique car il contient des dizaines d'alcaloïdes : morphine, codéine, thébaïne, etc.
Le plus réputé, et qui servit de référence jusqu'à la fin du XIXe siècle, était l'opium de Smyrne dont la mesure révéla un taux de 14 % de morphine sur certains échantillons alors que les autres opiums ne titraient parfois pas les 6 %. Il s'avéra aussi que les opiums du commerce maritime pouvaient n'être que des méconiums fabriqués à partir d'extrait hydraulique de paille de pavot et non pas de son incision, altérant de fait les produits médicaux obtenus avec le danger de rendre leur utilisation aléatoire.
Il n'a été majoritairement utilisé en médecine occidentale qu'à partir du XVIIe siècle en remplaçant les préparations plus traditionnelles à base de pavot (généralement les sirop et les teintures de vin). Le codex médical préconisait au XIXe siècle son utilisation chez l'adulte à la hauteur d'un à huit grains par jour, le grain renfermant lui-même 3 à 6 mg de morphine selon la qualité standard de l'opium alors employé (6 à 12 % de morphine). Le pharmacien délayait la quantité prescrite de sirop d'opium ou de pavot dans une potion que le malade devait prendre selon un nombre de fractions quotidiennes. La potion pouvait contenir d'autres principes actifs prévus par l'ordonnance et il appartenait au pharmacien d'indiquer au patient la posologie ou l'usage de la préparation obtenue (nombre de cuillères correspondant, écart des prises selon les vertus de certains composants nécessitant rapprochement ou espacement...). La teneur de l'opium ainsi que ses formes de préparations ou encore leurs appellations suivant les médecins et les pharmaciens ont pu entraîner des confusions et des accidents dans sa prescription.
Le narcotisme désignait l'état dans lequel pouvait se trouver un patient ayant absorbé une trop forte dose par erreur et s'accompagne des effets secondaires courants des opiacés : nausée et vomissements, sédation, tremblement, frissons, somnolence, difficultés d'endormissement, difficultés au lever, démangeaisons cutanées, constipation... La prise de 4 grains (212 mg) d'opium par jour s'avéra la dose seuil selon l'apparition des effets secondaires chez l'adulte et détermina les usages des prescriptions courantes ainsi que les indications du codex. Il ne fut accordé et observé que peu de valeur addictive ou récréatives à l'opium dans le cadre médical. L'usage détourné ou prolongé des formes médicales ne surviendra qu'avec la prise de conscience de l'usage de l'opium sous ses formes stupéfiantes. L'apparition de certaines formes médicales se confondit cependant avec les usages narcotiques assidus et importants.

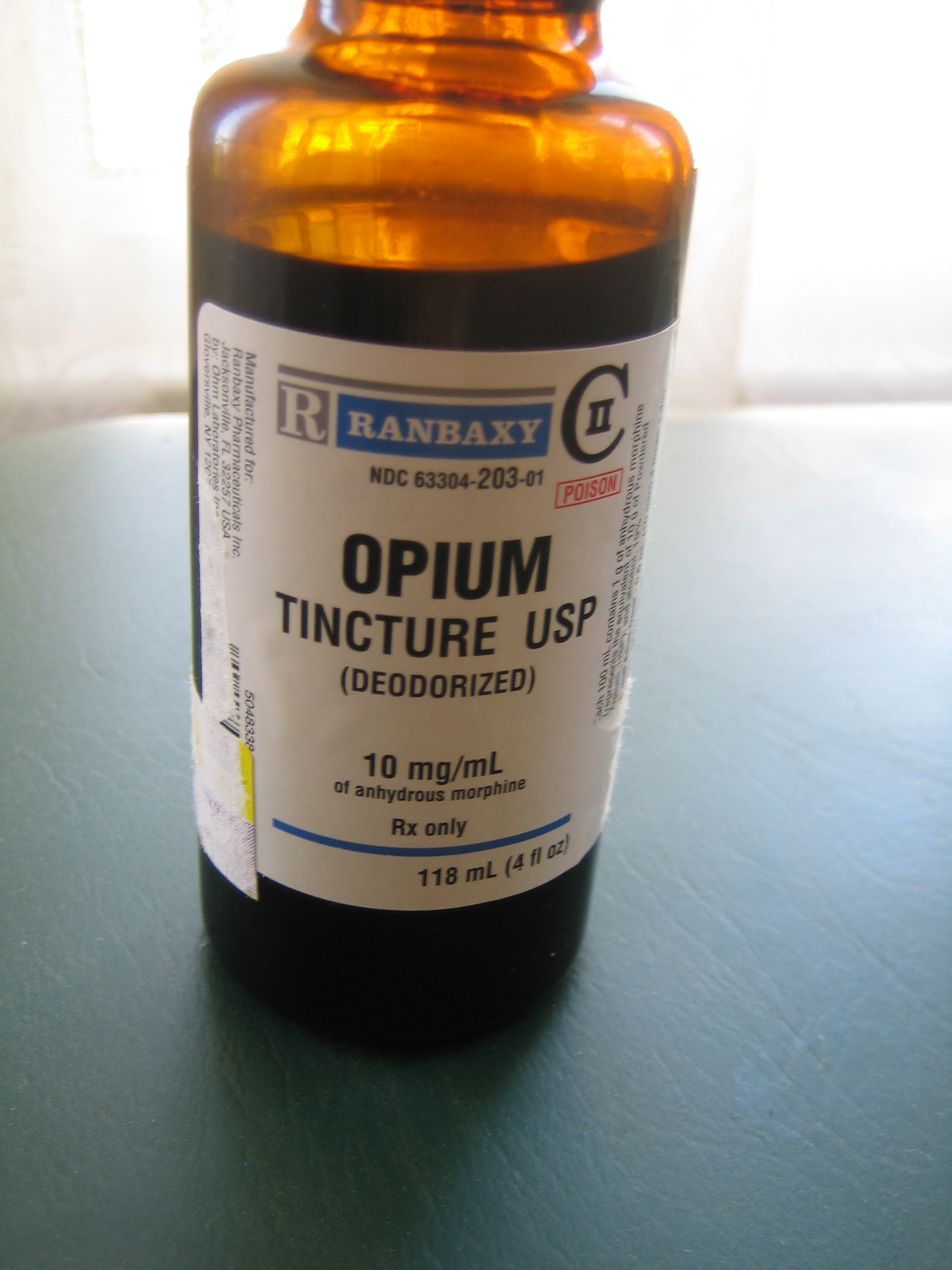
Teinture d'opium pharmaceutique ou laudanum standardisé.

Sa teinture la plus célèbre est le laudanum, notamment le laudanum de Sydenham mis au point par Thomas Sydenham au XVIIe siècle mais qui ne sera pas populaire de son vivant. Avant lui, Paracelse avait mis en évidence au début du XVIe siècle dans la médecine occidentale les propriétés sédatives puissantes de la teinture (hydro-alcoolique) d'opium auquel il donna le nom latin de "louange". Concentré en principes actifs, généralement 100 grammes d'opium pour un litre de teinture obtenue (le double pour le laudanum de Rousseau), le laudanum visait surtout un usage analgésique mais pouvait se prescrire dans diverses affections comme la diarrhée aiguë (élixir parégorique) dont il était aussi un remède spécifique et efficace à de faibles doses, ou encore les états de fièvre ou les inflammations douloureuses dans lesquels il montrait des effets bénéfiques mais avec plus ou moins de succès à défaut de connaître des traitements plus adaptés et mieux ciblés. La liste des affections dans lesquelles l'opium pouvait être prescrit dépasse la longueur de celle de tout autre principe et malgré sa contre-indication ou son absence d'efficacité dans certains maux, il est avec la nigelle comestible (nigelle cultivée) l'une des plantes solennelles à avoir été assimilée à une panacée. Le laudanum avait l'avantage de posséder une composition et un dosage relativement fiables et référentiels, d'avoir une longue conservation, mais il suscita de nombreux usages détournés comme chez Charles Baudelaire ou Jean Cocteau et pouvait se consommer en société ou comme drogue légalement accessible à bas prix.

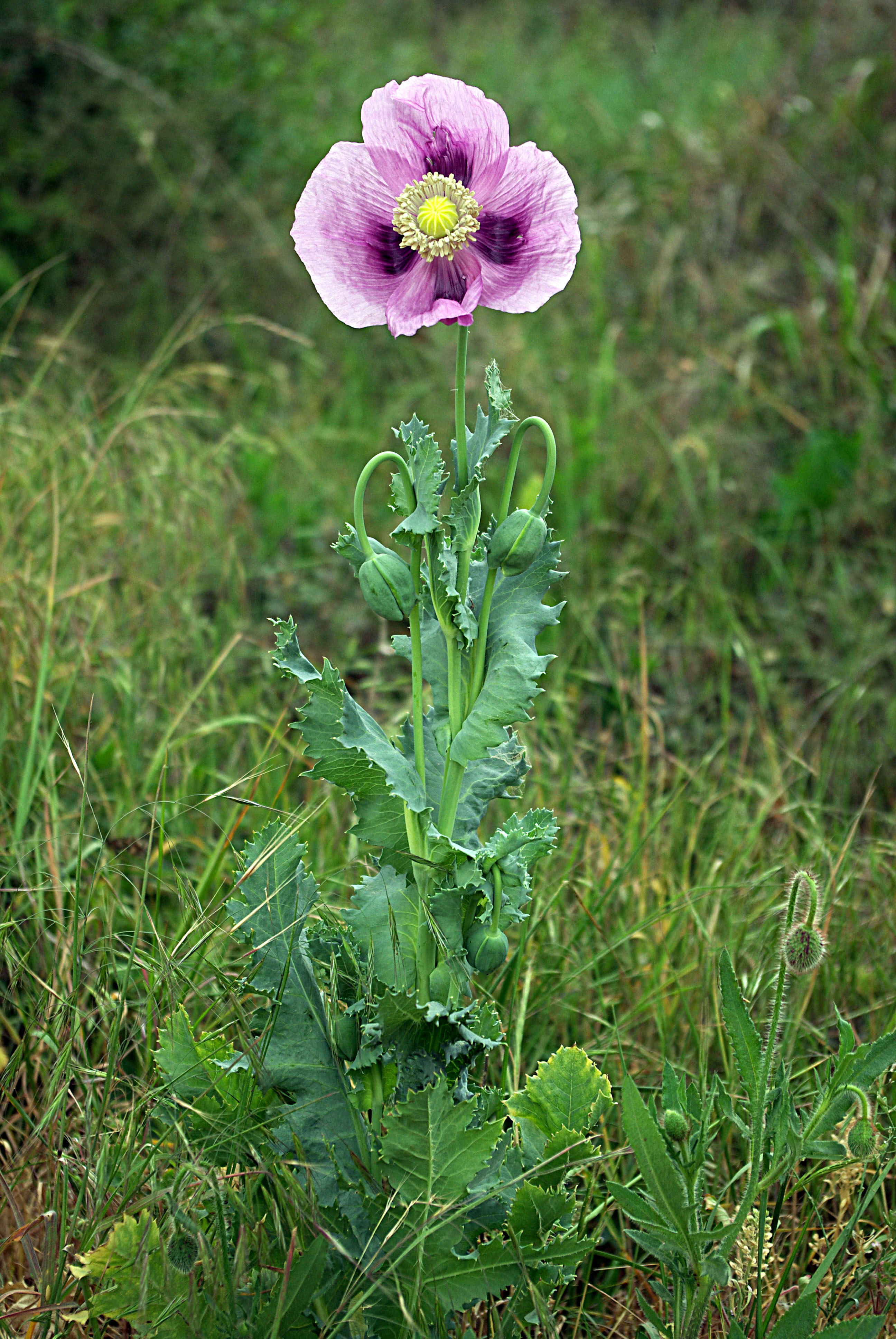
Pavot somnifère commun à l'état sauvage, en Espagne.

Le Laudanum fut très utilisé avant son remplacement par la morphine et la codéine dont les dosages sont encore plus rigoureux et pratiques. La codéine apporte en outre une sécurité accrue face à l'opium et à ses risques d'intoxication et de manie ; si elle libère bien de la morphine, celle-ci ne se loge pas sur les mêmes récepteurs endogènes. L'extrait sec obtenu par décoction, expression des têtes de pavot, collage (ou décantation de plusieurs jours après précipitation des protéines par l'alcool) et séchage du résidu, encore appelé méconium, n'est pas aussi manipulable ni ne se conserve comme l'opium mais il en présente le potentiel médical et toxique et peut même être déteint en laudanum de moindre qualité. Après collage, il présente jusqu'à 40 % les concentrations morphiniques de l'opium (il est donc 2,5 fois moins fort et titre 4 % de morphine), alors que brut et avec une simple filtration il ne présente une concentration que de 15 % celle de l'opium (titrage à 1,5 % de morphine, tout comme le concentré de paille de pavot M), le concentré brut étant cependant 3 fois plus concentré en principes actifs que le fruit sec sans graine. Le pavot est aussi utilisé illégalement pour produire des stupéfiants, héroïne notamment. L'héroïne, ou diacétylmorphine, n'est pas un alcaloïde de l'opium : elle est synthétisée chimiquement, par réaction avec l'anhydride acétique en présence d'acétone, à partir de la morphine plus ou moins raffinée.

#### Les dérivés tardifs du pavot

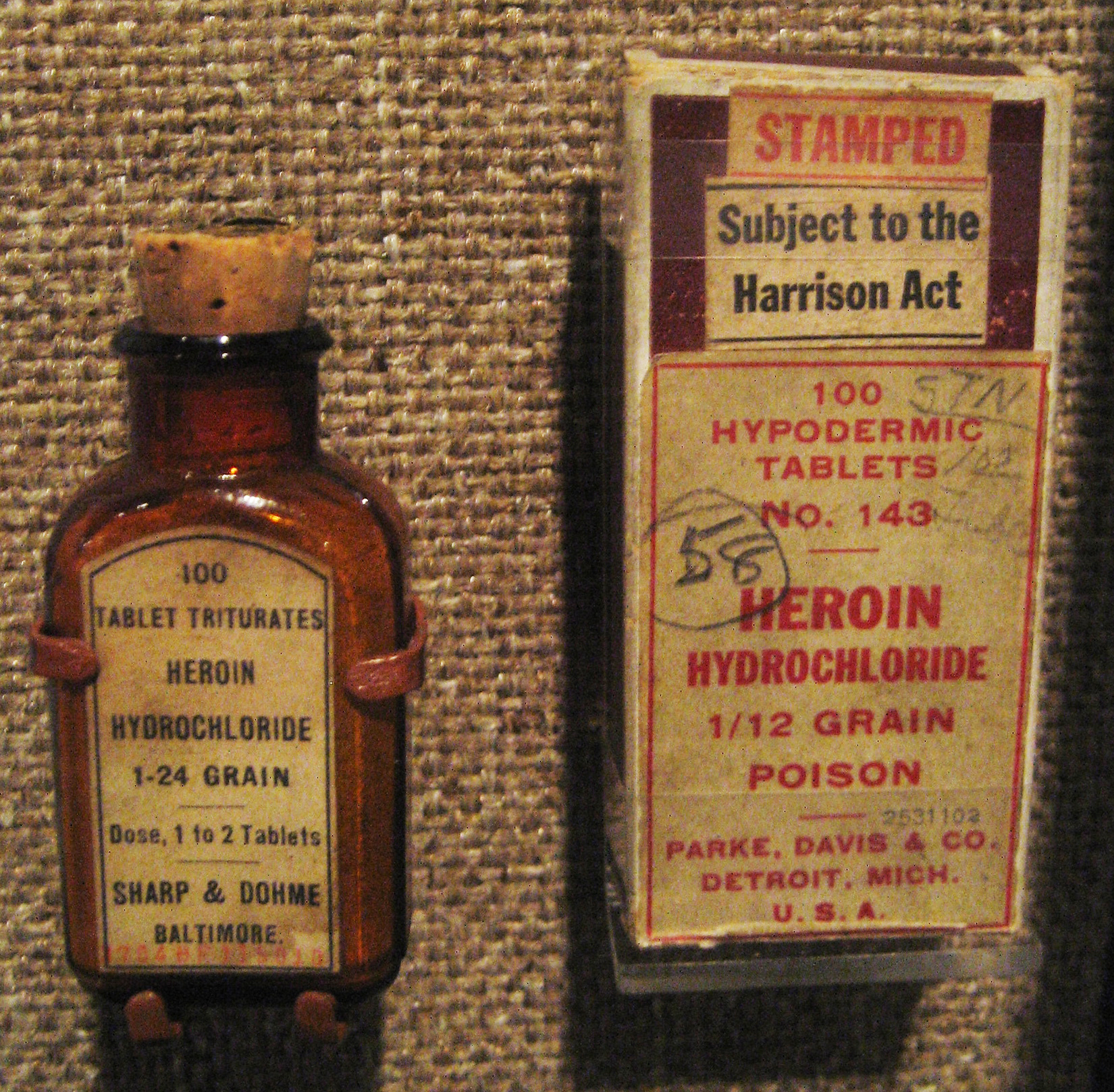
Vestiges de médicaments à base d'héroïne du début du XXe siècle.

À la fin du XIXe siècle, avec la banalisation et l'usage concentré des remèdes à base de pavot, d'opium puis de morphine, l'agent héroïque du pavot - signifiant l'agent actif d'une substance et qui est ici la morphine - commença à générer des usages quotidiens et des dépendances qui caractérisent l'intoxication morphinique et qui se traduisent par un besoin d'augmenter les doses alors que l'effet décline et se montre même déficient, c'est-à-dire en état de manque entre les prises quand elles ne sont plus augmentées puis rapprochées. La diacéthylemorphine se montra lors de sa découverte le remède à ce manque que les usagers en addiction trouvaient douloureux et handicapant, qu'ils n'arrivaient plus à combler et qu'elle avait visiblement la capacité de soulager en permettant de retrouver des effets compensateurs. La diamorphine prit donc le nom symbolique, primordialement en Allemagne, de l'agent héroïque ou substance active ultime que l'on pensait même soigner du mal du pavot couronné : héroïne. Il s'avéra que sa toxicomanie était en fait plus forte, son action dopaminique plus importante et que le manque par accoutumance ou par abstinence survenait lui aussi et avec d'autant plus d'intensité. Elle se montre 1.5 fois plus puissante qu'elle dans ses effets narcotiques généraux avec une efficacité encore 2 à 3 fois supérieure dans sa profondeur analgésique ou encore ses effets sujets à une dépendance. Il est donc possible de combler l'effet narcotique ou de manque de 30 à 45 mg de morphine avec seulement 10 mg d'héroïne (contre 20 à 30 mg pour le même effet narcotique) qui ne présente pas à cette dose et dans un contexte de substitution, d'effet narcotique ni stupéfiant. En revanche, l'usage de l'héroïne à des doses narcotiques se montre dès lors 2 à 3 fois plus accrochant que celui de la morphine ou de l'opium (et la codéine 3 à 5 fois moins que la morphine à dose narcotique équivalente ou considérée comparables malgré leurs différences, 200 mg pour 30 mg). De nos jours, l'héroïne n'est plus utilisée en médecine que dans quelques pays comme l'Angleterre qui la préfère toujours à la morphine en lui trouvant divers avantages qui avaient fait son succès originel (abaissement du seuil narcotique par des doses équianalgésiques plus efficaces, absence de dépression en effet morphinique à la quatrième heure d'action, protocole identique à celui de la morphine...).

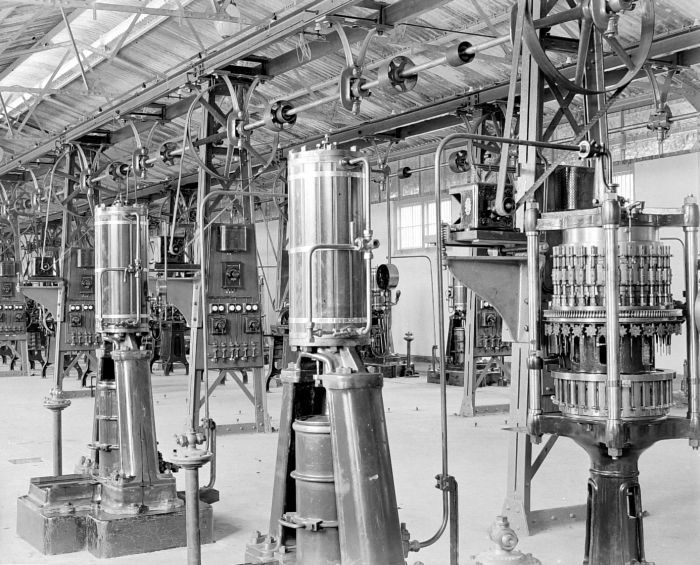
Fabrique industrielle d'opium et dérivés, dans les années 1930, à Java.

La 6-(mono)acéthylemorphine, ou 6-MAM, qui ne doit pas être confondue, n'est pas une héroïne mais en présente les vertus et elle est en outre le métabolite intermédiaire entre la diamorphine absorbée et la morphine disponible dans l'organisme. Elle se montre plus active que la diamorphine. Elle est aléatoirement obtenue par l'acidification par le vinaigre de la décoction ou par teinture dans le vinaigre qui transforme ainsi certains alcaloïdes tout en les suspendant par action acide sous forme de sels (alors rapidement assimilables par digestion). Le premier produit standardisé reconnu en médecine occidentale fut la teinture acétique d'opium dont les dosages se rapprochent de ceux du laudanum. Elle se montrerait à peine plus forte que la simple teinture hydro-alcoolique mais ses effets s'avèrent plus lourds que cette dernière avec notamment une capacité, à forte dose, à réduire l'activité neurologique, les allants et la vigilance en montrant un effet sédatif plus marqué. Ceci est aussi dû en partie à la capacité de l'acide acétique à transporter la narcotine, aux effets soporifiques, alors que la préparation des opiums favorise son élimination par divers traitements par l'eau (chandoo, extrait sec utilisé en pharmacie...). Il s'agit donc d'un morphinique particulier dont la médecine n'a finalement pas retenu d'usage et alors même que les différences de composition dues à cette préparation lui sont restées longtemps insoupçonnées, bien que pressentis.

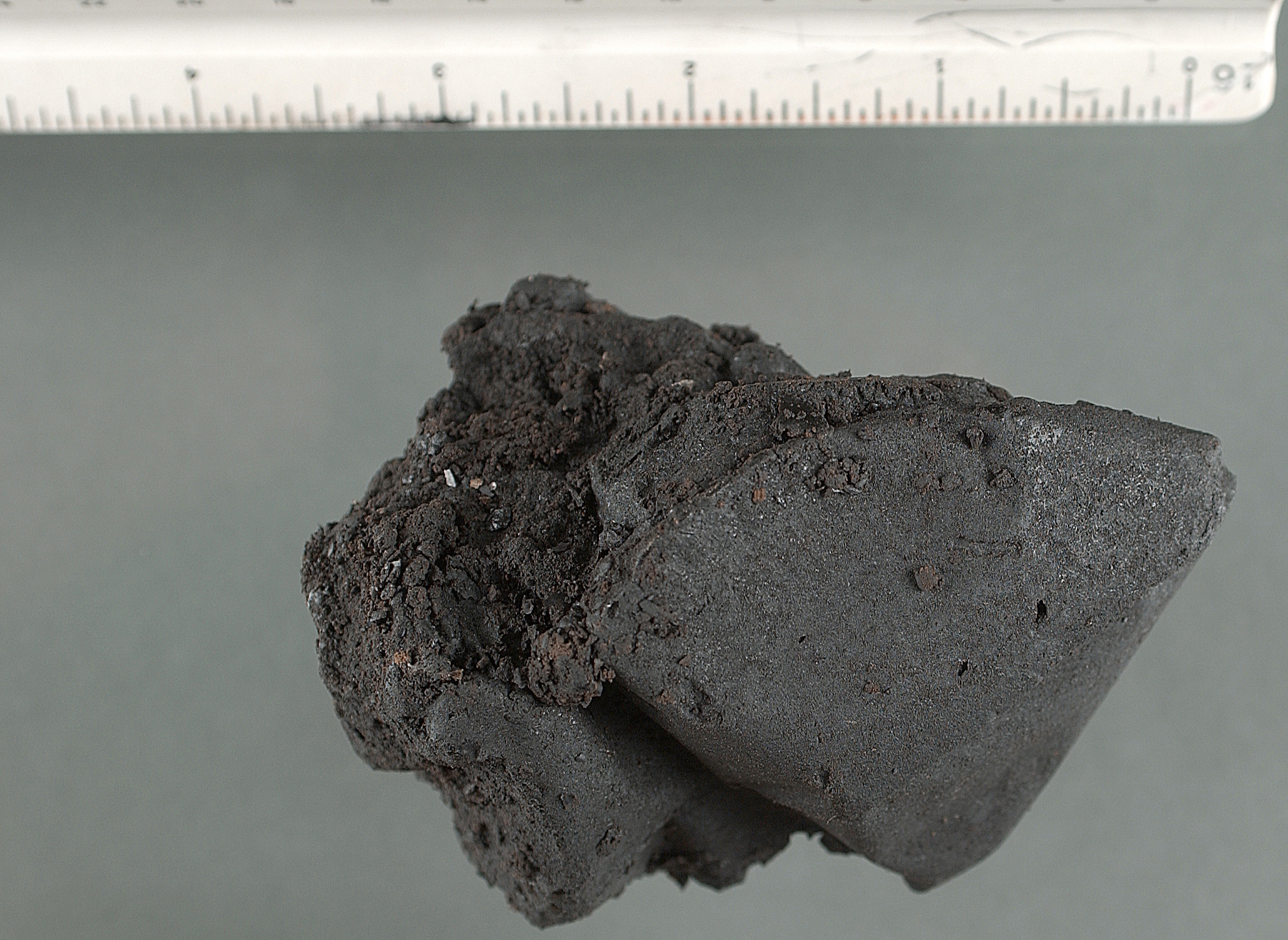
Black tar, cette héroïne impure et très artisanale obtenue depuis 1874 contient majoritairement du 6-MAM qui la rend plus puissante que les autres.

La potentialisation de l'opium par une transformation acétique était en effet le principe de la goutte noire, ou black drop de Kendal nommée par Samuel Taylor Coleridge, le laudanum acétique anglais, dont la mystérieuse réputation d'être un produit plus pointu et héroïque que le laudanum continental ne trouvera son explication rationnelle que par la science moderne. Dès lors cette médecine garda l'usage des dérivés acétiques dont elle a le plus ancien recul. Plusieurs formules existent donnant différentes dissolutions à l'opium mais son principe original est de procéder à une macération suffisante et dynamique dans les composés du vinaigre. Une recherche et une explication ésotérique de type alchimique de la goutte noire, mais aussi de la diamorphine, la rapprocherait de la passion du Christ : couronnement (maturité du fruit et début des saignées), plaie par la lance donnant sang et eau (incision 9 jours après la perte des pétales, qui est le nombre en heure qui sépare l'arrestation de Jésus et le constat de sa mort par la plaie faite par le soldat romain Longin, et secret du suc avec séparation initiale des phases aqueuses et coagulantes par le bain et l'étuve de l'opium), assèchement au milieu de la conduction puis hydratation par le vinaigre (posca, elle-même portant théoriquement le principe acétylé dérivé de l'opium qui y était dissout. On note que Jésus refuse de boire ce breuvage altéré qui ne saurait, selon cette lecture, se substituer ou influencer sa passion puisqu'il en est lui-même le principe) ou les produits acétiques avec macération fermentée d'une (ou sept selon le rapport divin) semaine à froid (semaine sainte, voie longue et froide qui recréait elle-même le vinaigre à partir du levain et du jus de raisin vert au cours du processus) ou ébullition à couvert sur 3 jours (séjour dans les limbes, méthode primitive de la diamorphine artisanale, voie rigoureusement scientifique), ou alors décoction dans le vinaigre et réduction de 3 heures (heure symbolique de la mort du Christ ou réduction des jours en heures, voie courte et chaude, dite symbolique, par correspondance et accélération, voie partielle)... En dehors de cet usage isolé du monde anglais et du haut de l'Amérique du Nord, cette transformation très simple de l'opium n'a pourtant pas historiquement retenu l'attention des opiomanes qui avant l'apparition très médiatique de l'héroïne lui ont toujours préféré le chandoo ou à défaut le laudanum standard. La composition de la goutte noire étant restée longtemps très mystérieuse et difficile à doser ou quantifier pour la médecine française qui y trouvait bien une différence de produit, et les usagers n'ayant pas montré plus d'appétence ou de compulsion pour l'un ou l'autre dans ce test originel en double aveugle.

#### Des usages
En France, l'intention stupéfiante avec le pavot ou l'un de ses dérivés est soumise aux règlements sur les stupéfiants prévoyant emprisonnement et amendes. Les désordres sociaux (familiaux, médicaux, dépendance, économiques, conduite d'abandon...) relatifs à son utilisation peuvent être soumis aux injonctions administratives et judiciaires (droits parentaux, injonction thérapeutique, obligation de sevrage ou de substitution, suivi médical et social, présentation régulière à la police ou à la justice). Un remède à base de pavot ou de l'un de ses dérivés ne peut être attribué par un tiers non médecin hors du cercle du foyer et en toute connaissance de cause. Il ne peut faire l'objet de commerce. L'usage et la détention de certains dérivés sont interdits (héroïne, pâte à fumer, concentrés...). Aucun usage stupéfiant n'est permis. L'intoxication par le pavot ou l'un de ses dérivés peut dépendre à la fois de l'usage des stupéfiants comme de l'usage avec ou sans préméditation des poisons.

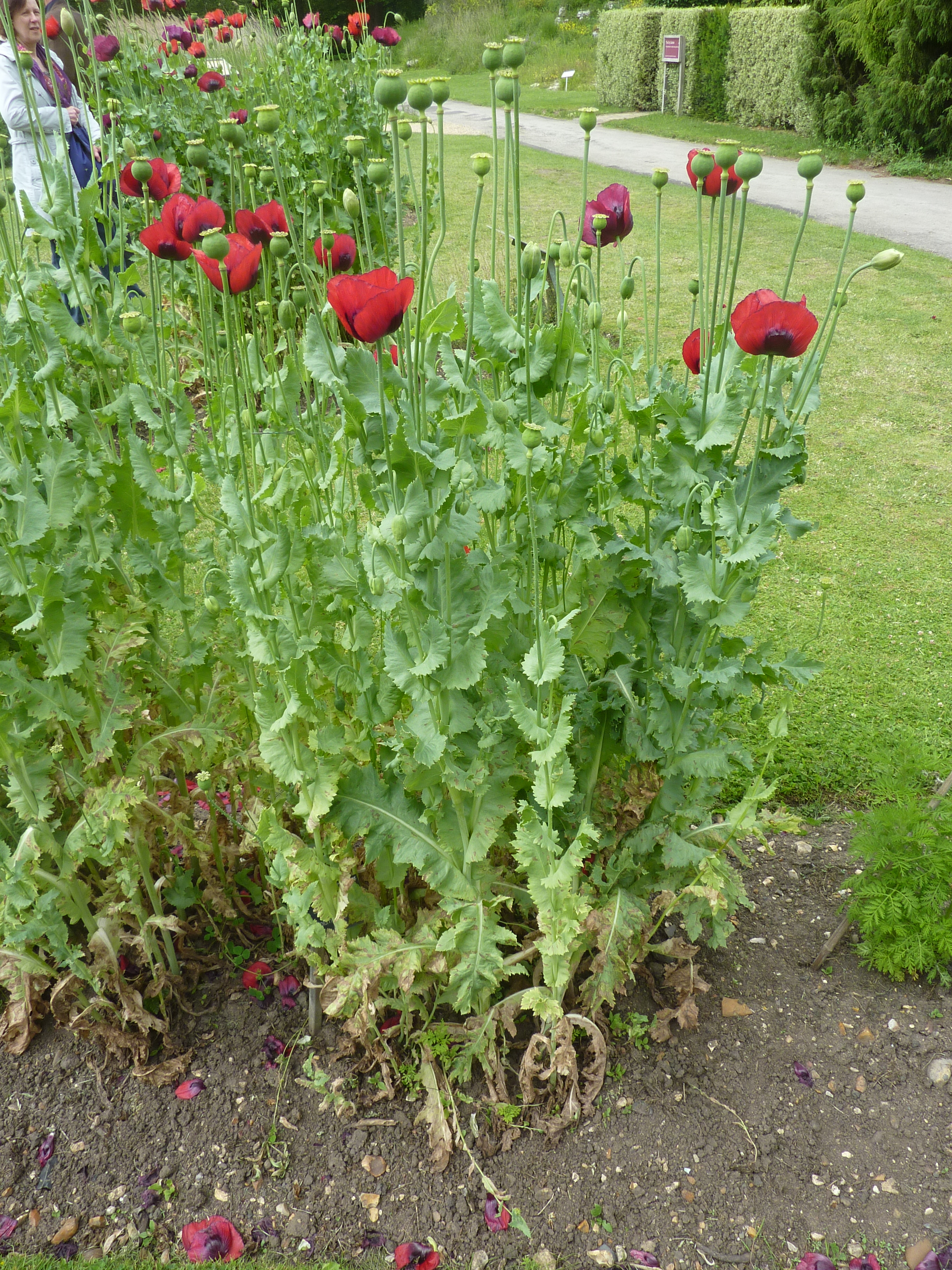
Spécimens au jardin botanique de l'Université de Cambridge.

Rappelons enfin que si l'usage interne du pavot existe toujours de manière traditionnelle en France et à travers le monde, que ce soit dans l'usage alimentaire des graines ou l'extrait de coque sèche ou même d'opium brut par des bergers et des paysans dans le seul cadre de leur consommation médicamenteuse et en l'absence de tout autre produit stupéfiant, le mésusage et la dégradation des sites et des spécimens est sanctionné chez les personnes ne sachant généralement pas quelle variété elles utilisent ni à quelle fin médicale exacte elle peut être destinée (absence de relation traditionnelle avec le cultivar). Certaines variétés sont protégées pour leur rareté, d'autres sont réglementées par communes (pavot blanc ou variétés horticoles) et d'autres poussent de manière parasite sur des terrains privés (champs, tout comme le coquelicot) et leur prélèvement relève alors de l'effraction et du vol qualifié qui aggrave la hauteur des sanctions ainsi que les mesures de veille et de prévention (décrets d'arrachage, mise en place d'observatoires et d'action policière...). C'est finalement le comportement individuel qui façonne et alourdit la réglementation effective sur les pavots depuis les conventions uniques de 1961 et 1971 sur les stupéfiants. Chaque nouveau décret limitant les usages ou les accès au pavot depuis les années 1970 est la conséquence d'une déviance ou encore d'une infraction grave constatée au niveau médical ou judiciaire (effraction, revente, addiction, prosélytisme et indiscrétion, consommation en groupe festif perturbateur (phénomène resté discret et méconnu du public tant dans le mouvement hippie que dans les milieux toxicomanes de la fin du XXe siècle manipulant le rachacha ou méconium en tant que produit, succédané et substitution d'arrêt ; il a connu un engouement plus candidement tapageur avec les free parties du début du XXIe siècle, entraînant sa médiatisation), polytoxicomanie (certaines utilisateurs de drogues de synthèse comme l'ecstasy emploient des opiacés pour calmer la descente et pouvoir se reposer ou dormir plus vite), intoxications (dangers par overdose des produits opiacés, toxicomanie)...)

## Culture
Le papaver somniferum est une plante annuelle et sa culture est aisée.

## Production

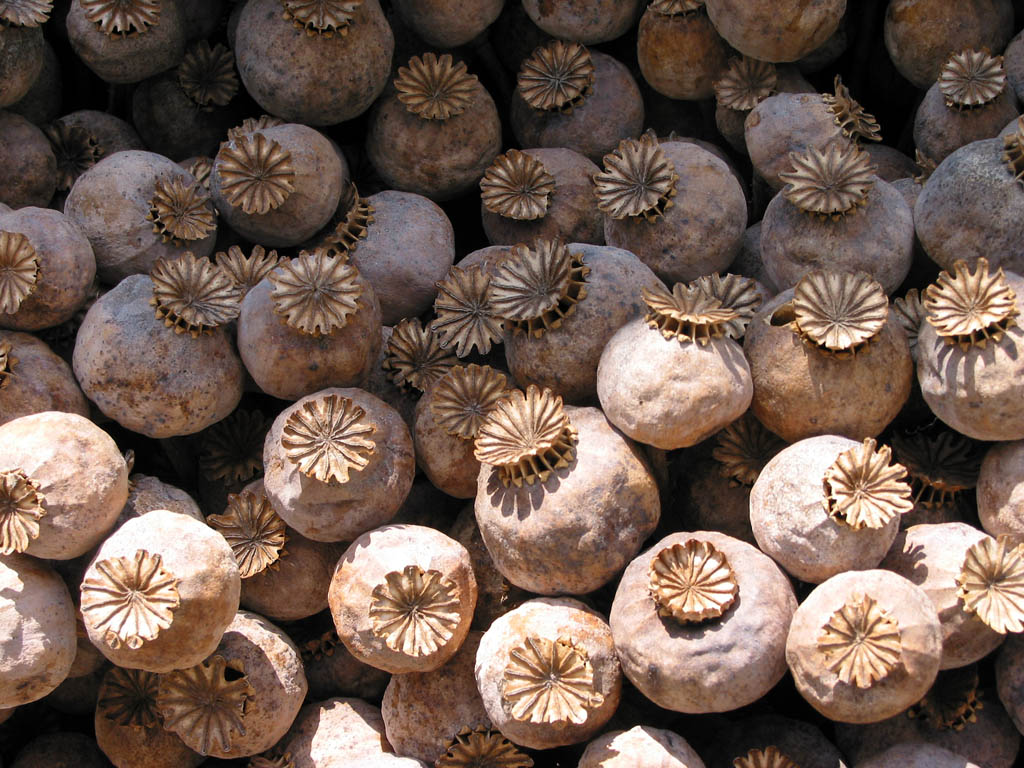
Capsules, contenant les graines.

La culture du pavot semble être connue de l'homme depuis longtemps puisque des vestiges du néolithique suggèrent déjà des cultures de pavot somnifère à proximité des villages.
Le commerce et la production de ses dérivés sont d'abord règlementés en 1912 par la convention internationale de l'opium puis par la Convention unique sur les stupéfiants de 1961. Il ne s'agit que des dérivés du pavot et non de la culture du pavot en lui-même qui reste autorisée et largement pratiquée soit pour l'alimentation, soit pour un usage décoratif.

### Production illicite
L'Afghanistan est le premier producteur mondial d'opium depuis 1991 (devant la Birmanie et le Laos, lequel a récemment perdu sa troisième place au profit du Mexique). La production afghane avait presque entièrement été supprimée par les talibans en 2000-2001 (185 tonnes) mais elle a repris de plus belle après leur chute : avec le record historique de production de 2007 (8 200 tonnes), c'est 93% de la production illicite mondiale estimée par les Nations unies que l'Afghanistan a produit. Toujours selon les Nations unies, la culture du pavot en Afghanistan devrait se maintenir ou même légèrement décroître en 2008 (192 000 hectares destinés à la culture du pavot soit 1000 de moins qu'en 2007).
Depuis la prise de pouvoir par les talibans en 2021, la production d'opium en Afghanistan a chuté de près de 95%.

### Production licite
Il s'agit ici avant tout de la culture légale de pavot pour la production de morphine à usage pharmaceutique, pour son intérêt ornemental et pour la production de graines destinées à la cuisine.
| Production en tonnes de graines de pavot. Chiffres 2003-2004 Données de FAOSTAT (FAO) |        |       |        |       |
| Turquie                                                                               | 48 000 | 55 %  | 48 000 | 52 %  |
| République tchèque                                                                    | 23 270 | 27 %  | 28 000 | 30 %  |
| France                                                                                | 5 500  | 6 %   | 5 500  | 6 %   |
| Allemagne                                                                             | 2 700  | 3 %   | 2 700  | 3 %   |
| Hongrie                                                                               | 1 700  | 2 %   | 1 700  | 2 %   |
| Autriche                                                                              | 1 324  | 2 %   | 1 400  | 2 %   |
| Roumanie                                                                              | 1 400  | 2 %   | 1 400  | 2 %   |
| Pays-Bas                                                                              | 1 300  | 1 %   | 1 300  | 1 %   |
| Autres pays                                                                           | 2 435  | 3 %   | 2 235  | 2 %   |
| Total                                                                                 | 87 629 | 100 % | 92 235 | 100 % |

Du pavot à opium est cultivé légalement dans une vingtaine de pays (dont l'Inde, la Turquie, la France, l'Espagne, l'Australie...) pour la production de morphine pharmaceutique. Tous ces pays produisent de la paille de pavot (c'est-à-dire du pavot sur pied), à l'exception de l'Inde qui produit de l'opium (le suc qui exsude des capsules de pavot lors de leur incision). Quelque 10 000 hectares de pavot sont ainsi cultivés en France pour la production de paille de pavot de laquelle est ensuite extraite la morphine.

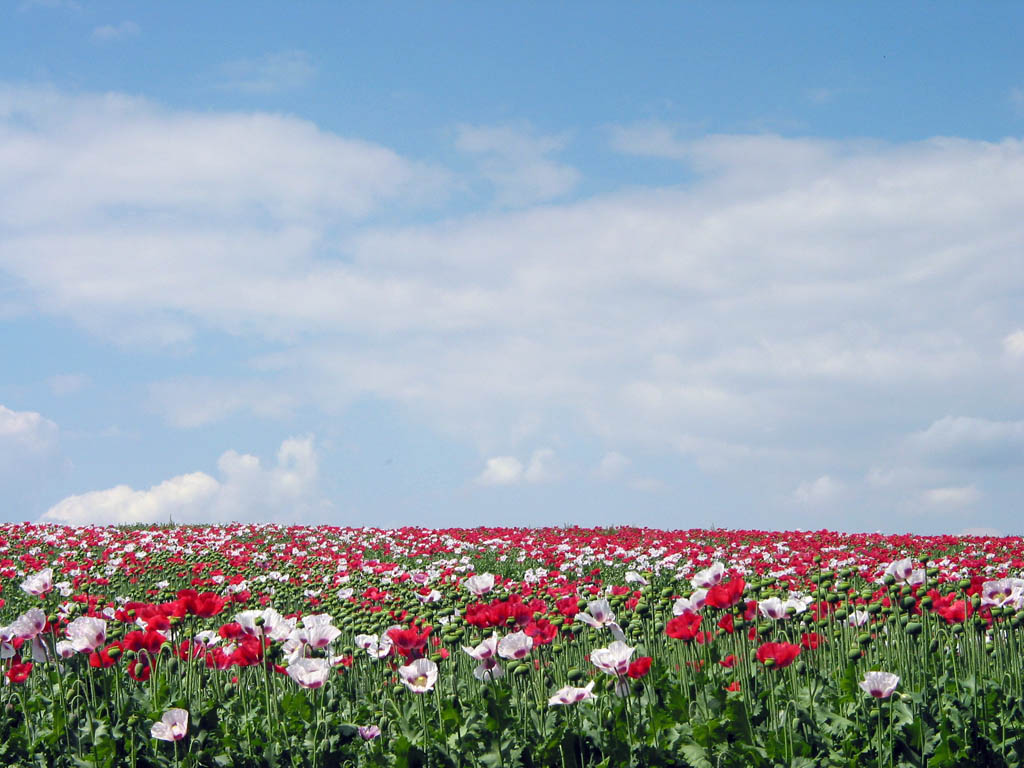
Champ de pavots.
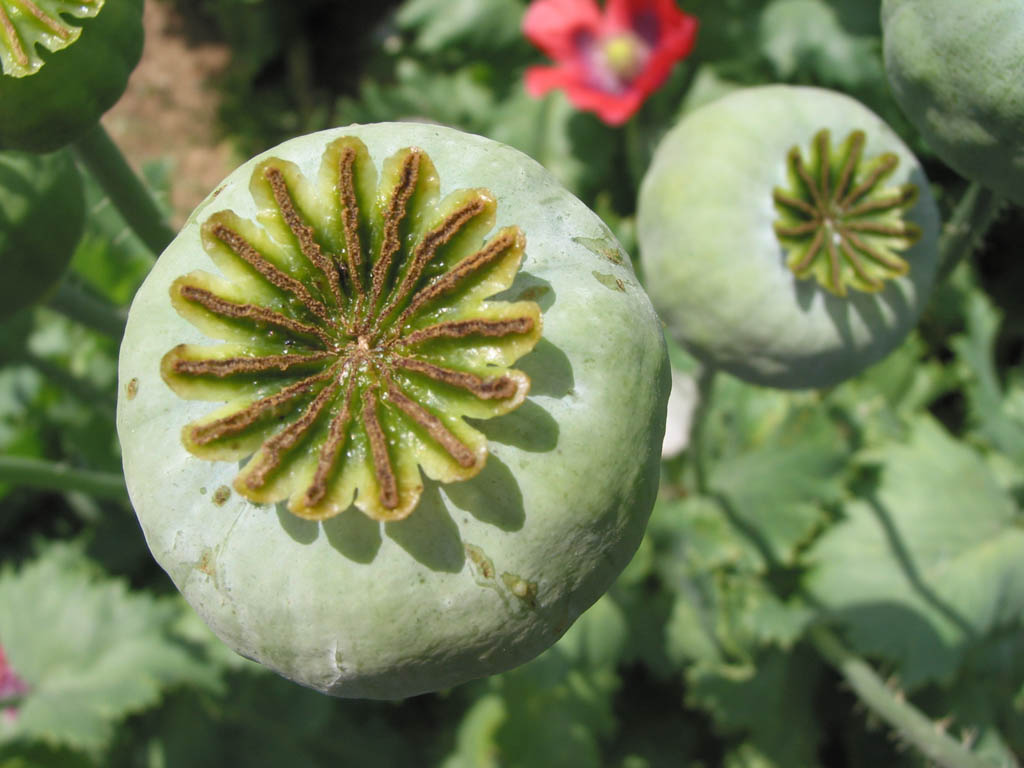
Détail de la capsule.
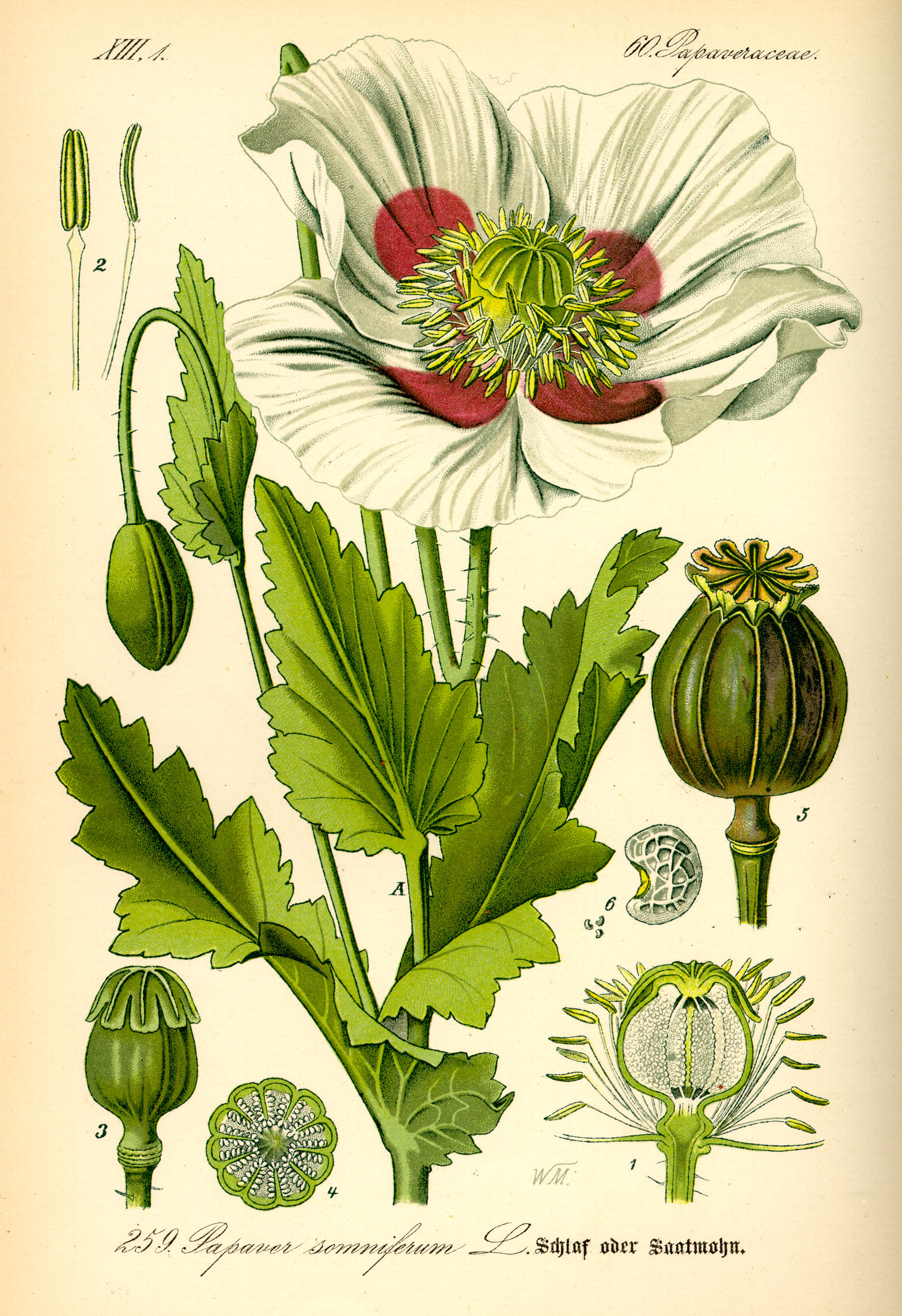
Papaver somniferum.
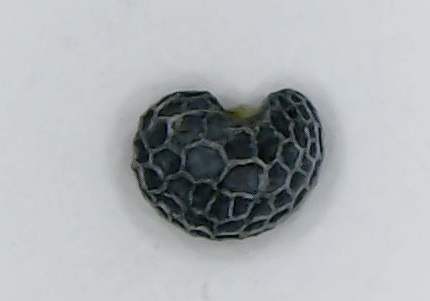
graine de pavot

### Langage des fleurs
Dans le langage des fleurs, le pavot blanc symbolise le matin et le pavot coloré le soir.